# Dones a la Xina
Les vides de les dones a la Xina han canviat significativament a causa de les reformes tardanes de la dinastia Qin, els canvis del període de la República, la guerra civil xinesa i la creació de la República Popular de la Xina.
L'assoliment de l'alliberament de les dones ha estat a l'agenda del Partit Comunista de la Xina des de l'inici de la República Popular de la Xina. Mao Zedong va ser conegut per dir: «Les dones sostenen la meitat del cel».
El 1995, el Secretari General del Partit Comunista Xinès Jiang Zemin va fer que la igualtat de gènere fos oficial en la política estatal. Tot i que la Xina ha assolit una major paritat de gènere, les dones encara pateixen un estatus inferior en comparació amb els homes.

## Antecedents històrics
La societat xinesa pre-moderna va ser predominantment patriarcal i patrilineal a partir del segle xi. Les llibertats i les oportunitats disponibles per a les dones van variar en funció del període i de la situació regional. L'estatus de les dones, com els homes, estava estretament lligat al sistema de parentiu xinès.
Durant molt de temps va existir a la Xina una preferència per als fills, cosa que va provocar unes altes taxes d'infanticidi femení.
Hi va haver una forta tradició de restringir la llibertat de moviment de les dones, especialment la de les dones de classe alta, que es manifesta a través de la pràctica de l'embenat de peus. No obstant això, l'estatus jurídic i social de les dones va canviar molt al segle xx, especialment a la dècada del 1970, després de promulgar polítiques de fill únic i d'obertura.

## Les dones i la família

### El matrimoni i la planificació familiar
El matrimoni tradicional a la Xina pre-revolucionària era un contracte entre famílies en lloc d'entre els individus. Els pares dels nuvi i de la núvia arranjaven el matrimoni amb un èmfasi en l'aliança entre les dues famílies. La selecció del cònjuge es basava en les necessitats familiars i l'estat socioeconòmic del company potencial, en lloc d'amor o d'atracció. Tot i que el paper de la dona variava lleugerament amb l'estatus social del marit, normalment el seu objectiu principal era proporcionar un fill que continuès el nom de família. Els matrimonis arranjats s'assolien mitjançant un intermediari, que actuava com a vincle entre les dues famílies. L'arranjament d'un matrimoni implicava la negociació del preu de la núvia, els regals que es donarien a la família de la núvia, i de tant en tant un dot de roba, mobles o joies de la família de la núvia per a ser utilitzat en la seva nova llar. També es podia comprar dones per al matrimoni.
Durant el Congrés Nacional del Poble del 2020 es va adoptar un codi civil que contenia diversos canvis significatius per a les lleis xineses sobre el matrimoni i la família. Es va afegir un «període de congelació» de 30 dies a un procediment de divorci que soscava les llibertats personals de les dones xineses. A més, el nou codi civil continuava definint el matrimoni que només es podia realitzar entre un home i una dona. El portaveu de l'estat Xinhua va descriure el nou codi civil que garantia «una família i una societat harmoniosa». Això completa una transició de les dones de l'era que «les dones sostenien la meitat del cel» (en què, almenys retòricament, la Xina va ser una de les nacions més progressistes del món en termes de drets de les dones), cap a l'era dels «forts valors familiars per a una societat harmoniosa» (on la Xina és activament regressiva).

### Les tradicions i les polítiques xineses
Les tradicions xineses més antigues que envolten el matrimoni incloïen molts passos rituals. Durant la dinastia Han, un matrimoni que no aportava un dot o un regal de compromís es considerava deshonrós. Només es realitzava el matrimoni després de l'intercanvi dels regals, i la núvia es traslladava a viure a la casa ancestral del nou marit. S'esperava que una esposa visquès amb tota la família del seu marit i que seguís totes les seves normes i creences. Moltes famílies van seguir els ensenyaments confucians sobre honorar als seus ancians. Aquests rituals van ser transmesos de pare a fill. Es van compilar llistes oficials de famílies, que contenien els noms de tots els fills i esposes. Les esposes que no tenien fills eren eliminades de les llistes de famílies. Quan moria el marit, l'esposa passava a ser part de la propietat de la família del seu cònjuge. Les famílies de les núvies podien negociar amb les famílies del marit per a recuperar les seves filles, però els seus fills es quedaven amb la família del seu marit.

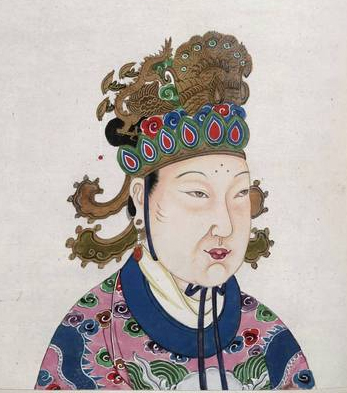
Emperadriu Wu Zetian (武則天)
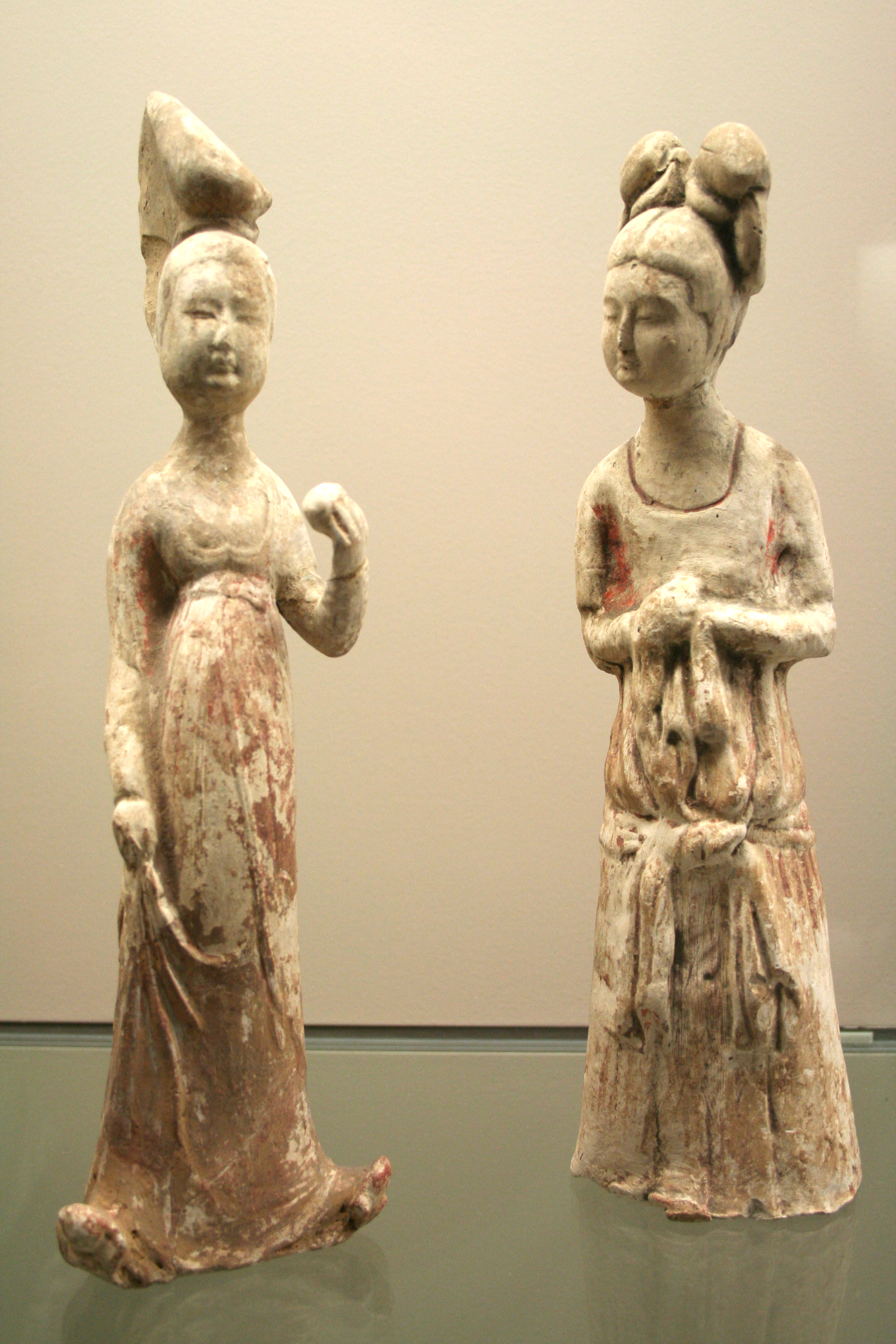
Figuretes de dones de la dinastia Tang
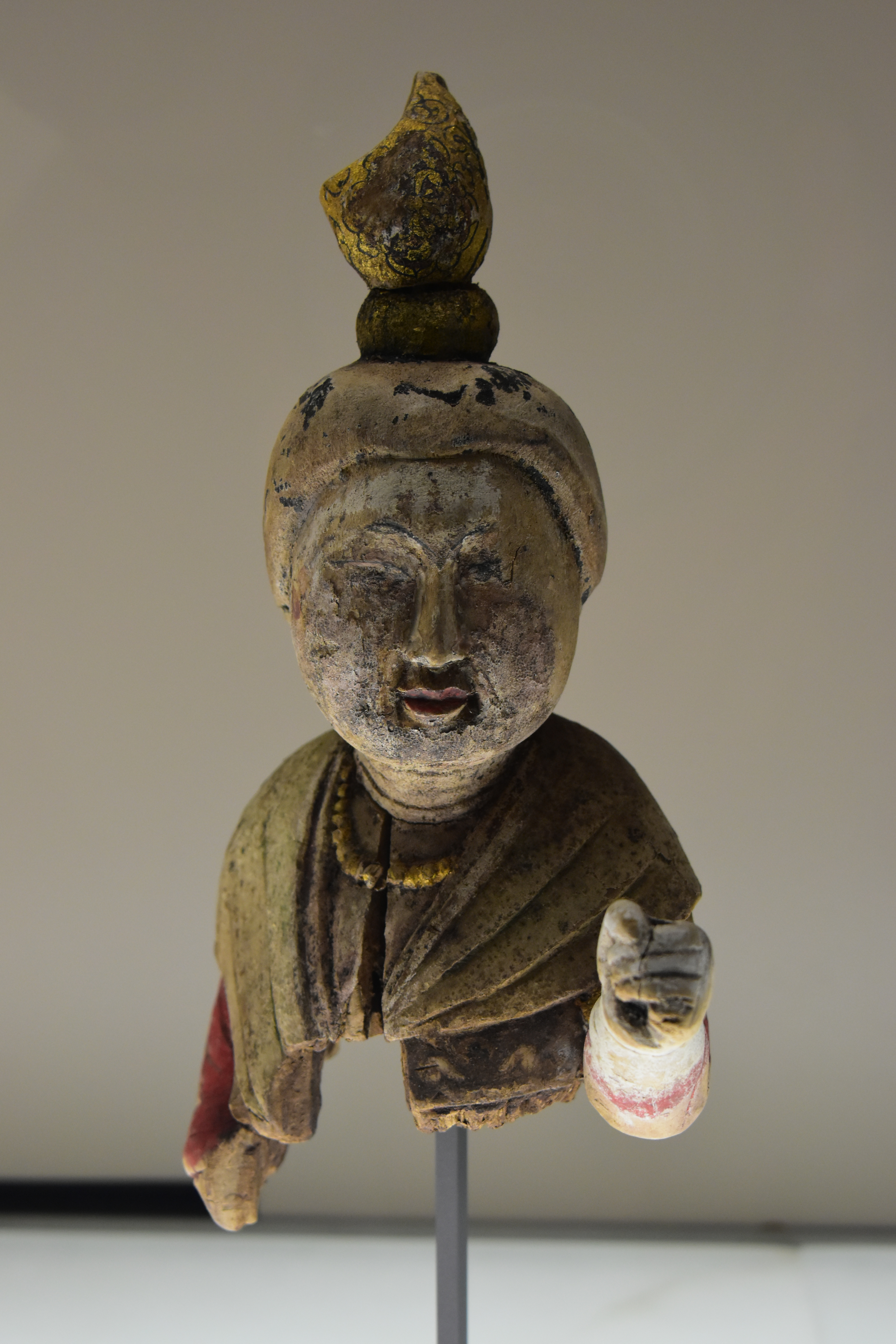
Bust policromat d'una dona de la Dinastia Tang
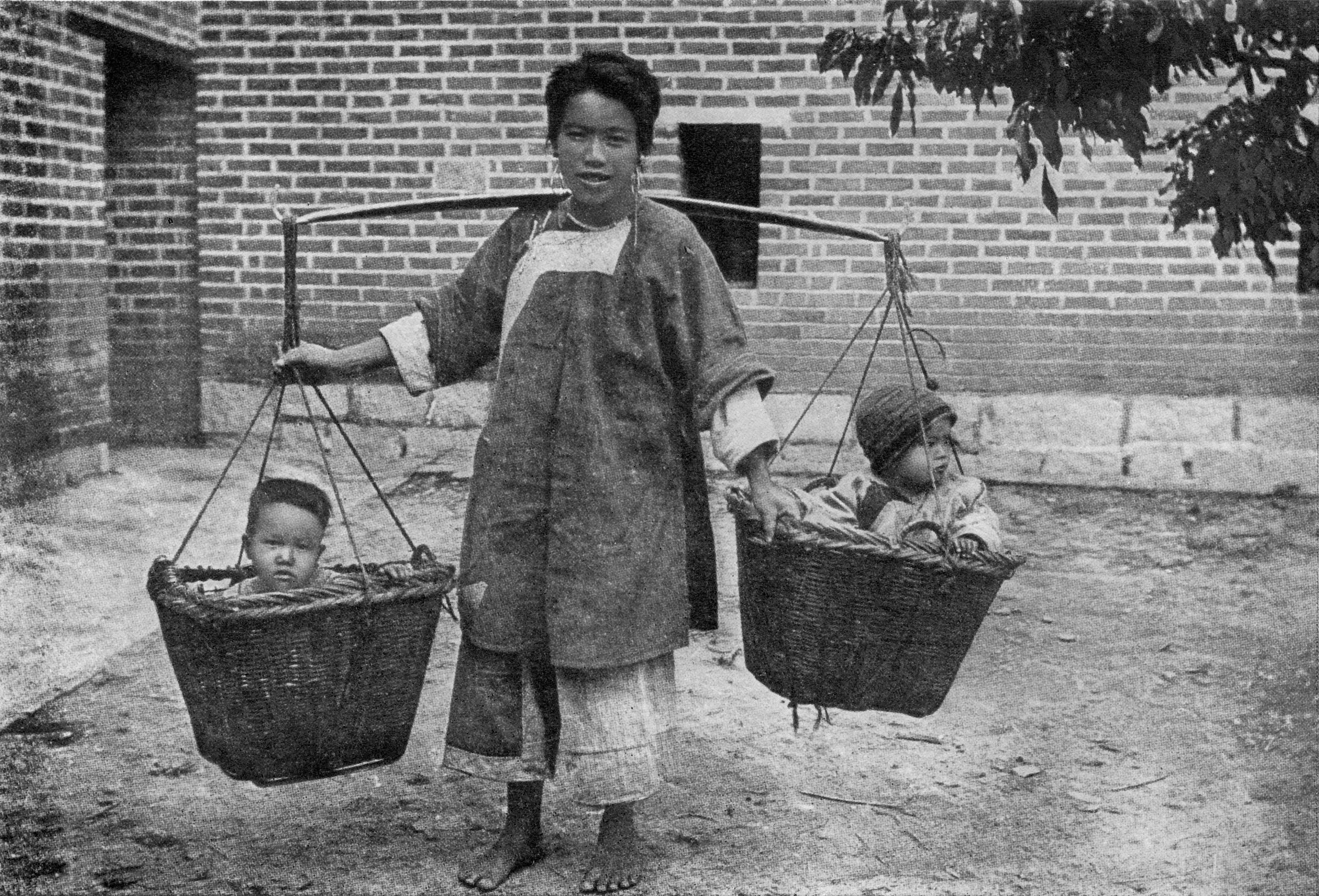
Dona carregant els seus fills, 1917

John Engel, professor de recursos familiars a la Universitat de Hawaii, argumenta que la República Popular de la Xina va establir la Llei del matrimoni de 1950 per a redistribuir la riquesa i assolir una societat sense classes. La llei «estava destinada a causar ... canvis fonamentals ... dirigit a la revolució familiar per a destruir tots els patrons anteriors ... i construir noves relacions sobre la base de la nova llei i de nova ètica». Xiaorong Li, investigador de l'Institut de Filosofia i Polítiques Públiques de la Universitat de Maryland, afirma que la Llei del matrimoni de 1950 no només va prohibir les formes més extremes de subordinació de les dones i de l'opressió, sinó que van donar a les dones el dret a prendre les seves pròpies decisions matrimonials. La Llei del matrimoni va prohibir específicament el concubinat i els matrimonis quan una de les parts era impotent sexualment, patia una malaltia de transmissió sexual, la lepra o un trastorn mental. Diverses dècades després de la implementació de la Llei del matrimoni de 1950, la Xina encara s'enfronta a qüestions greus, especialment en el control de la població.

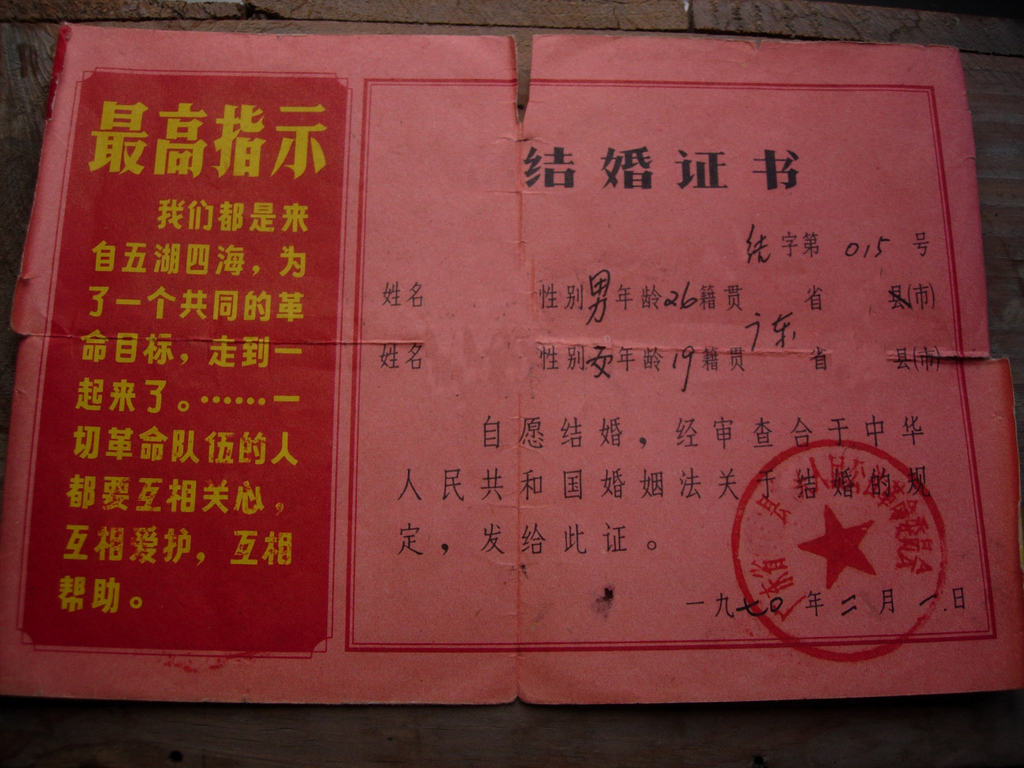
Un certificat de matrimoni emès el 1970. El certificat subratllava que la parella es «casava voluntàriament» i d'acord amb la nova Llei del Matrimoni; a la dreta del certificat hi havia una part de la cita de Mao Zedong

En un esforç continuat per controlar el matrimoni i la vida familiar, es va aprovar la Llei del matrimoni de 1980 i va ser promulgada el 1981. Aquesta nova llei del matrimoni va prohibir els matrimonis concertats i forçats, i va canviar el focus allunyat del domini dels homes els interessos dels nens i les dones. L'article 2 de la Llei del matrimoni de 1980 estableix directament: «Els drets legals i els interessos de les dones, els nens i els ancians estan protegits. S'ha de practicar la planificació familiar». Els adults, tant homes com dones, també van guanyar el dret al divorci legal. Lluitant contra la tenacitat de la tradició, l'article 3 de la Llei del matrimoni de 1980 va continuar prohibint el concubinat, la bigàmia i la poligàmia. L'article va prohibir els matrimonis comprats en què es paga un preu per la núvia o un dot. Segons Li, el negoci tradicional de la venda de dones per al matrimoni va tornar després que la llei donés a les dones el dret de seleccionar els seus marits. El 1990, 18.692 casos van ser investigats per les autoritats xineses. Tot i que la llei va prohibir en general l'entrega de diners o regals en els matrimonis concertats, els pagaments de preus de la núvia encara són habituals a les zones rurals, tot i que els dots s'han tornat més petits i menys habituals. A les zones urbanes, el costum del dot gairebé ha desaparegut. El preu de la núvia s'ha transformat en l'entrega de regals per a la núvia o la seva família. L'article 4 de la Llei del matrimoni de 1980 va prohibir l'ús de la compulsió o la interferència de tercers, indicant: «El matrimoni ha de basar-se en el total consentiment de les dues parts». Com Engel argumenta, la llei també va encoratjar la igualtat de gènere fent que les filles fossin tan valuoses com els fills, especialment com a assegurança durant la vellesa. L'article 8 estableix que «Després d'haver estat registrat un matrimoni, la dona pot convertir-se en membre de la família de l'home, o l'home pot esdevenir membre de la família de la dona, segons els desitjos acordats de les dues parts».
Més recentment hi ha hagut un augment dels matrimonis entre xinesos i estrangers a la Xina, molt més de dones xineses que d'homes xinesos. El 2010, gairebé es van registrar 40.000 matrimonis de dones xineses amb estrangers a la Xina. En comparació, es van registrar menys de 12.000 matrimonis d'homes xinesos amb estrangeres el mateix any.

### Les segones esposes
A la Xina tradicional, la poligàmia era legal, i tenir una concubina es considerava un luxe de famílies aristocràtiques. En 1950, la poligàmia va ser prohibida, però el fenomen de la «poligàmia de facto», o l'anomenada «segona esposa» (二奶 ; èrnǎi), ha resorgit en els darrers anys.
Quan la poligàmia era legal, les dones eren més tolerants als assumptes extramatrimonials del seu marit. En l'actualitat, les dones que descobreixen que el seu marit té una «segona esposa», és menys tolerant, ja que amb la nova Llei del matrimoni de 1950 pot demanar el divorci.
La sobtada industrialització a la Xina va reunir dos tipus de persones: treballadores joves i homes de negocis rics de ciutats com Hong Kong. Diversos homes de negocis rics van ser atrets per aquestes dones econòmicament dependents i van iniciar relacions conegudes com «mantenir una segona esposa» (en cantonès, bao yinai). Algunes dones migrants busquen homes per convertir-se en la seva segona esposa o en la seva amant. Hi ha molts pobles a la part sud de la Xina on viuen predominantment aquestes «segons esposes». Molts homes passen una gran quantitat de temps en aquests pobles, mentre que la seva primera esposa i família es queden a la ciutat. Les relacions poden variar d'entre les relacions sexuals ocasionals pagades fins a relacions a llarg termini.
Si una relació es desenvolupa més, algunes dones xineses deixen la seva feina i es dediquen completament a complaure a l'home. En aquestes situacions, les primeres esposes tenen dificultats i ho tracten de diferents maneres. Les dones que estan lluny dels seus marits no tenen moltes opcions. Fins i tot si les esposes es traslladen a la Xina continental amb els seus marits, l'home encara troba maneres de continuar les seves relacions extramatrimonials. Algunes dones segueixen el lema «un ull obert, amb l'altre ull tancat», fent entrendre als seus marits que les poden enganyar però que s'assegurin de practicar el sexe segur i no portin a casa els fills d'altres dones. Moltes primeres esposes minimitzen els afers del pare quan responen les preguntes dels fills sobre un pare que sovint és absent. Altres dones temen les seves situacions financeres i protegeixen els seus drets posant la casa i altres actius importants al seu nom. Aquestes situacions han creat molts problemes socials i legals. A diferència de les generacions anteriors de matrimonis concertats, aquesta moderna poligàmia és molt sovint voluntària.
Les dones a la Xina s'enfronten a pressions greus per casar-se, per part dels familiars i amistats. Hi ha un terme despectiu per a les dones que tenen més de 30 anys d'edat i encara no estan casades: sheng nu. Amb aquestes pressions per casar-se, algunes dones que tenen poques perspectives es converteixen en segones esposes. De vegades aquestes dones desconeixen completament que l'home ja estava casat.
Les segones esposes són sovint pobres i sense estudis, i són atretes per promeses d'una bona vida, però poden acabar amb molt poc si una relació acaba. Hi ha advocats que s'especialitzen en representar «segones esposes» en aquestes situacions.
El documental, Les segones esposes de la Xina, fa un cop d'ull als drets de les segones esposes i alguns dels problemes que enfronten.

### Polítiques de divorci
La Llei del matrimoni de 1950 va permetre a les dones poder iniciar un procediment de divorci.
Segons Elaine Jeffreys, només es van concedir sol·licituds de divorcis si estaven justificats per motius políticament adequats. Aquestes sol·licituds van ser mediades per organitzacions afiliades al Partit, en lloc de sistemes legals acreditats.
Ralph Haughwout Folsom, professor de dret xinès, comerç internacional i transaccions comercials internacionals de la Universitat de San Diego, i John H. Minan, professor de dret de la Universitat de San Diego, argumenten que la Llei del matrimoni de 1950 va permetre molta flexibilitat en la negativa del divorci quan només ho demanava una part. Durant les reformes econòmiques basades en el mercat, la Xina va tornar a instituir un sistema jurídic formal i va implementar disposicions per a divorciar-se de manera més individualitzada.
Jeffreys afirma que la Llei del matrimoni de 1980 va proporcionar motius per divorciar-se sobre la base que en la parella ja no existien les emocions o les afeccions mútues. Com a resultat dels motius més liberals per a divorciar-se, va augmentar el nombre de divorcis. A mesura que les dones van començar a divorciar-se dels seus marits van augmentar les tensions i els homes s'hi van oposar, especialment a les zones rurals. Tot i que ara es reconeix el divorci legalment, milers de dones van perdre la vida per intentar divorciar-se dels seus marits i algunes es van suïcidar quan es va aprovar el dret al divorci.
El divorci, vist com un acte rar durant l'Era de Mao (1949-1976), s'ha tornat més comú i actualment continua augmentant el nombre de divorcis. Juntament amb aquest augment del divorci, es va fer evident que les dones divorciades no rebien un tracte just, una propietat o un habitatge. La Llei del matrimoni modificada de 2001, que segons Jeffreys va ser dissenyada per a protegir els drets de les dones, va proporcionar una solució a aquest problema tornant a un «sistema basat en errors morals amb un enfocament renovat en els mecanismes de col·lectivitat per protegir el matrimoni i la família». Tot i que totes les propietats adquirides durant un matrimoni es van veure com a propietats conjuntes, no va ser fins a la implementació de l'article 46 de la Llei del matrimoni modificada de 2001 que l'ocultació de la propietat conjunta va ser castigada. Això es va promulgar per a garantir una divisió justa durant un divorci. L'article també va concedir el dret a una part que sol·liciti una indemnització d'un cònjuge que va cometre la convivència il·legal, la bigàmia, la violència domèstica o l'abandonament.

### La violència domèstica
El 2004, la Federació Nacional de Dones de la Xina (中华全国妇女联合会) va compilar els resultats d'una enquesta per mostrar que el 30% de les famílies a la Xina va experimentar la violència domèstica, amb un 16% dels homes que han colpejat les seves esposes. El 2003, el percentatge de dones que maltractaven els seus marits a nivell domèstic va augmentar, amb un 10% de la violència domèstica que implicava víctimes masculines.
La Llei del matrimoni xinesa es va modificar el 2001 per oferir serveis de mediació i compensació a aquells membres de la família que van ser sotmesos a la violència domèstica. La violència domèstica finalment es va criminalitzar amb la modificació de 2005 de la Llei de Protecció de Drets i Interessos de les Dones. No obstant això, la manca del coneixement públic de la modificació de 2005 ha permès que persisteixi la violència domèstica a la Xina.

## L'educació
Els homes són més propensos a estar inscrits que les dones en cada grup d'edat a la Xina, augmentant encara més la bretxa de gènere que es veu a les escoles entre els grups d'edat més gran. El nombre de nenes estudiants de primària i secundària va patir més que el nombre de nens durant la gran fam xinesa (三年大饥荒, 1958-1961), i el 1961 es va produir una disminució sobtada. Tot i que la bretxa de gènere en l'educació primària i secundària s'ha reduït al llarg del temps, la disparitat de gènere persisteix a l'educació superior.
L'Enquesta de Població de l'1% de 1987 va trobar que a les zones rurals, el 48% dels homes majors de 45 anys i el 6% dels homes de 15 a 19 anys eren analfabets. Tot i que el percentatge de dones analfabetes va disminuir significativament del 88% al 15%, és significativament superior al percentatge d'homes analfabets per als mateixos grups d'edat.

## L'atenció sanitària
En la cultura tradicional xinesa, que era una societat patriarcal basada en la ideologia confuciana, el sistema sanitari es va adaptar als homes i no es van prioritzar les dones.
L'assistència sanitària xinesa ha experimentat moltes reformes, i ha intentat proporcionar a homes i dones la mateixa atenció sanitària. Durant la Revolució Cultural (文革, 1966-1976), la República Popular de la Xina va començar a centrar-se en la prestació d'assistència sanitària a les dones. Aquest canvi va ser evident quan les dones van accedir a la força de treball. La política sanitària va requerir que es fessin anàlisis d'orina i exàmens vaginals anuals a totes les dones treballadores. La República Popular de la Xina ha promulgat diverses lleis per protegir els drets d'assistència sanitària de les dones, inclosa la Llei de l'assistència materna i infantil. Aquesta llei i nombroses altres se centren a protegir els drets de totes les dones a la República Popular de la Xina.
Per a les dones a la Xina, el tipus més comú de càncer és càncer cervical. L'Organització Mundial de la Salut (OMS) suggereix la realització d'examens rutinaris per a detectar el càncer cervical. No obstant això, la informació sobre la detecció de càncer cervical no està àmpliament disponible per a les dones a la Xina.

## Minories ètniques i religioses
Després de la fundació de la República Popular de la Xina el 1949, les autoritats governamentals comunistes van anomenar els costums musulmans tradicionals sobre les dones «endarrerires o feudals». Les dones musulmanes d'ètnia hui han interioritzat el concepte d'igualtat de gènere perquè no es veuen com a musulmanes sinó com a ciutadanes xineses, de manera que tenen dret a exercir els mateixos drets, com iniciar el divorci.
Una característica única de l'Islam a la Xina (伊斯兰教) és la presència de mesquites només per a dones. Les dones a la Xina poden actuar com a líders d'oració i també es poden convertir en imams. Les mesquites només per a dones atorguen a les dones més poder sobre els assumptes religiosos. Això és rar per les normes globals. En comparació, la primera mesquita només per a dones als Estats Units d'Amèrica no es va obrir fins al gener de 2015. Entre les dones hui (però no altres minories ètniques musulmanes, com ara els uigurs, les escoles coràniques per a dones van evolucionar a mesquites només per a dones, i les dones van actuar com a imams des del 1820. Aquestes dones imams es coneixen amb el nom de nü ahong (女阿訇, dona akhund), i guien les dones musulmanes en el culte i la pregària. Com que Pequín que té un control estricte sobre les pràctiques religioses, els musulmans xinesos s'aïllen de les tendències de l'islam radical que van sorgir després de la revolució iraniana de 1979. Segons el Dr. Khaled Abou El Fadl de la Universitat de Califòrnia a Los Angeles, això explica la situació de les dones imams, una tradició que va desaparèixer fa molt de temps en altres llocs però que continua existint a la Xina.

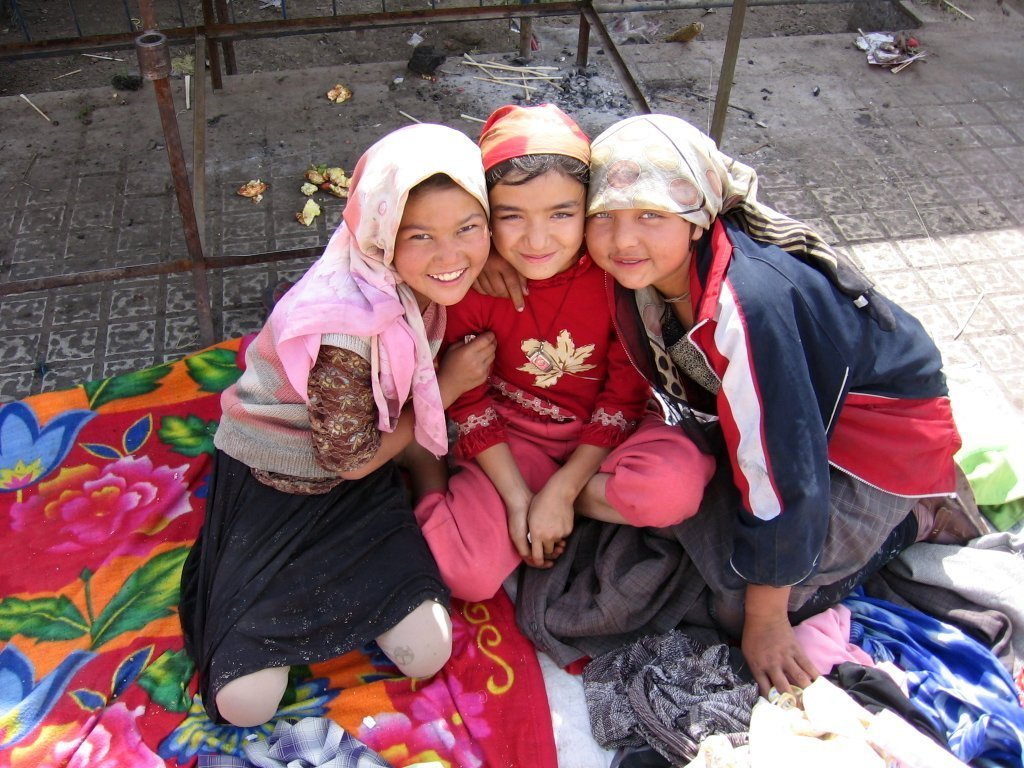
Nenes uigurs al mercat de Hotan
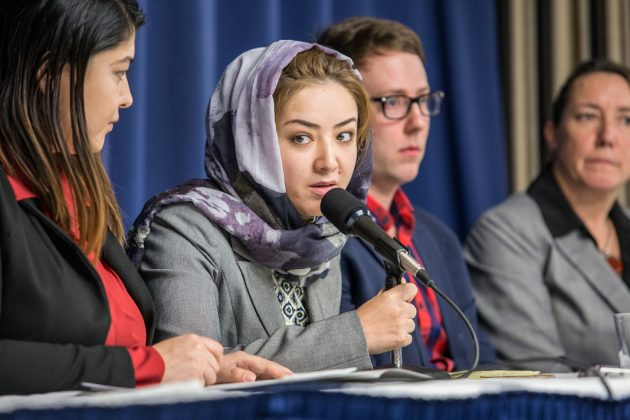
Mihrigul Tursun, una dona uigur que va ser detinguda a la Xina, declarant al National Press Club de Washington sobre els camps d'internament massius a la Xina i els abusos que va patir

Entre els uigurs existeix la creença que Déu va dissenyar dones per a suportar dificultats i treballs. En Xinjiang, la paraula ʿājiza (indefensa), s'utilitza per a dones que no estan casades, mentre que les dones que estan casades es diuen mazlūm (oprimida). No obstant això, les dones tenen facilitats per a divorciar-se i tornar-se a casar. El dialecte modern uigur en Turfan utilitza la paraula àrab maẓlum (oprimida) per referir-se a «dona anciana casada». Normalment es coneixien les dones com a mazlum-kishi (persona oprimida). Les noies de Hotan, Yarkand i Kaixgar es solen casar als 12 o 13 anys d'edat. Robert Barkley Shaw va escriure que «* mazlúm (oprimida) s'utilitza a Kaixgar i rodalia en lloc de la paraula dona. La túnica de les dones s'anomena mazlúm-cha chappan. Seguint la tradició local, les dones s'utilitzen per a la reproducció, el sexe i les tasques domèstiques, en lloc de ser tractades igual que els homes».
Durant els darrers anys de la Xina imperial, els missioners cristians suecs van observar les condicions opressives de les dones musulmanes uigurs a Xinjiang durant la seva estada entre 1892-1938. Les dones musulmanes uigurs eren oprimides i sovint treballaven en serveis domèstics, mentre que les dones xineses eren lliures i podien elegir una professió. Quan una dona musulmana uigur es casava amb un home han xinès, la dona era odiada pels seus familiars i coneguts. Els musulmans uigurs tractaven les dones solteres com a prostitutes i les menyspreaven molt, i sovint tenien malalties de transmissió sexual.

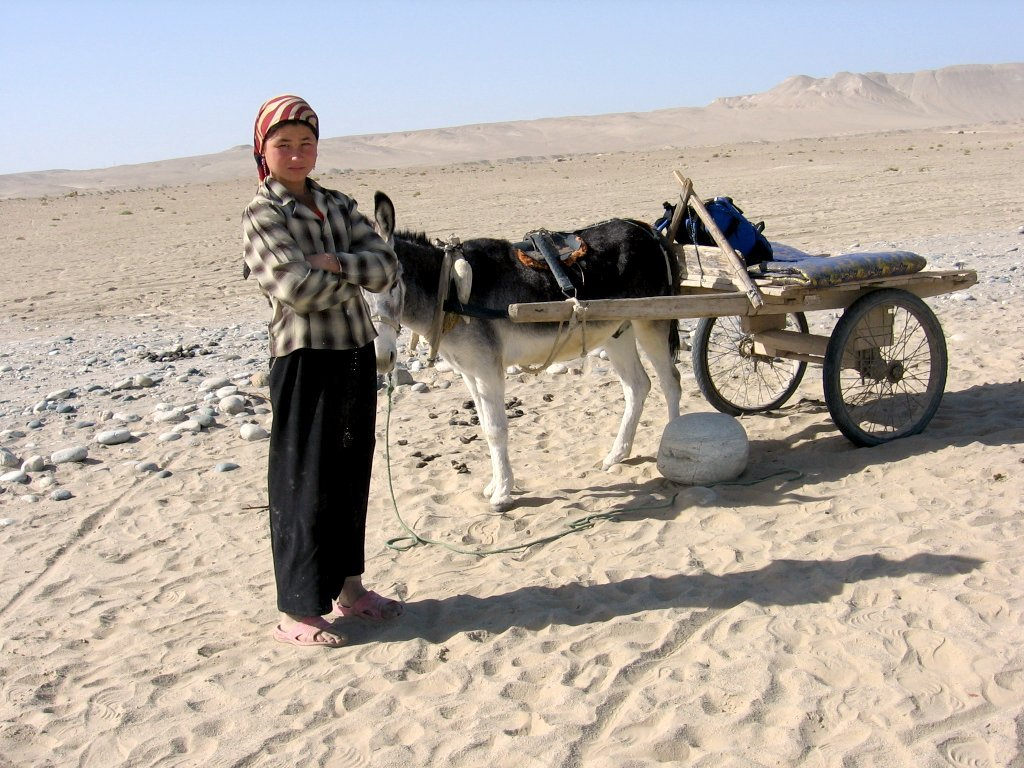
Dona uigur a les ruïnes de Melikawat
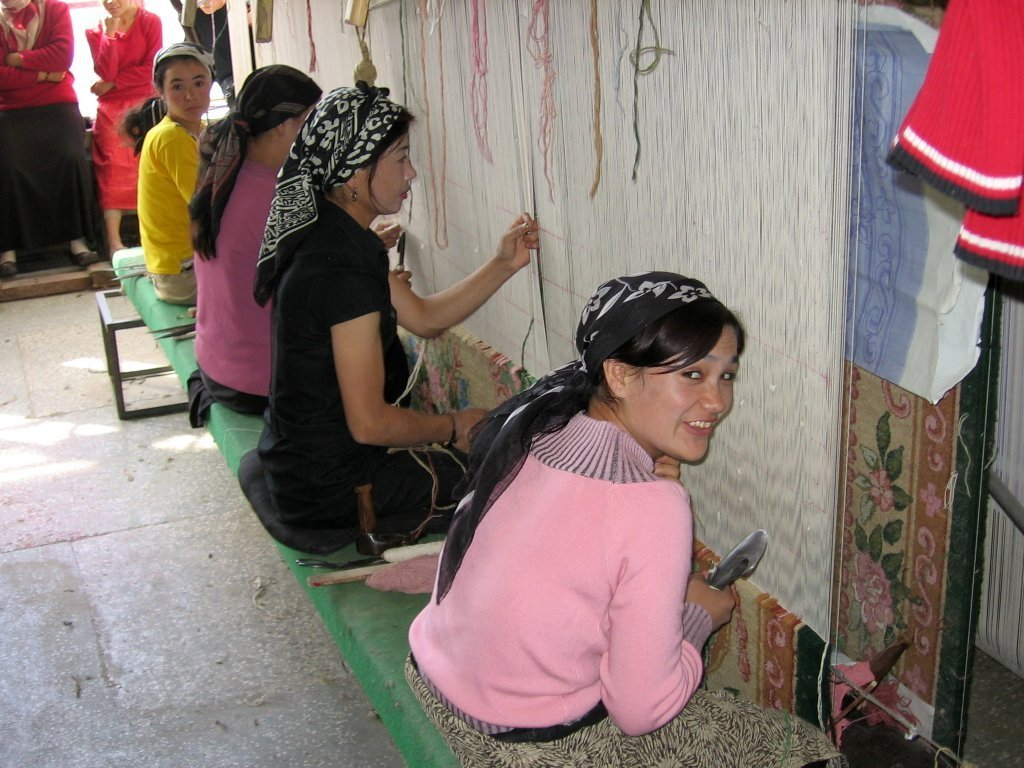
Dones uigurs treballant en una fàbrica de catifes a Hotan

Els matrimonis infantils amb nenes eren molt habituals, i els uigurs anomenaven a les noies «massa madures» si no estaven casades als 15 o 16 anys d'edat. Es permetia quatre esposes juntament amb qualsevol nombre de matrimonis temporals contractats per mul·làs amb «esposes de plaer» per a un període fixat. El divorci i el matrimoni eren molt habituals; alguns homes es van casar amb centenars de dones i podien divorciar-se de les seves dones sense cap raó. Les dones es van veure obligades a romandre a la llar, ser obedients als seus marits, i eren jutjades segons la quantitat de fills que poguessin tenir. El naixement d'una noia era vist com una terrible calamitat pels musulmans uigurs locals i eren més desitjats els nens. Els constants matrimonis i divorcis feia que els infants fossin maltractats pels nous pares. Un missioner suec va dir: «Aquestes noies eren segurament les primeres noies del turquestan oriental que havien tingut un veritable joventut abans de casar-se. La dona musulmana no té joventut. Directament des del jocs sense preocupacions de la infància, entra a la vida amarga de la vida quotidiana ... Ella és només un nena i una esposa». Els uigurs musulmans van citar el matrimoni d'Àïxa (amb només de 9 anys d'edat amb el profeta Mahoma) per justificar el matrimoni amb nenes petites, que eren vistes com objectes. Els musulmans també van atacar a la missió cristiana sueca i als resident hindús a les ciutats. La pressió del missioners cristians suecs va provocar que el governador xinès a Ürümchi prohibís el matrimoni infantil per a noies menors de 15 anys, tot i que els musulmans uigurs van ignorar la llei.

### Les dones vietnamites a la Xina
Algunes dones vietnamites de Lào Cai que es van casar amb homes xinesos van declarar que entre les seves raons per fer-ho era que els homes vietnamites maltractaven a les seves esposes, passaven molt de temps amb les seves amants i es negaven a ajudar les seves esposes amb les tasques de la llar, mentre que els homes xinesos les ajudaven i les cuidaven.
En un estudi que compara les actituds xineses i vietnamites envers les dones, més vietnamites que els xinesos van dir que l'home hauria de dominar la família i una dona havia de proporcionar sexe al seu marit quan ell ho volguès. Més vietnamites que xinesos van donar suport a la violència contra les dones. Més dones vietnamites que xineses acceptaven la violència domèstica.

## El control de la població

### La política de fill únic
El 1956, el govern xinès va anunciar públicament el seu objectiu de controlar la grandària de la població creixent exponencialment. El Govern va planejar utilitzar l'educació i la publicitat com a principals modes per a augmentar la conscienciació.
Zhou Enlai (周恩来) va iniciar el primer programa per a famílies poc nombroses sota la direcció de Madame Li Teh-Chuan, la ministra de Salut de l'època. Durant aquest temps, la planificació familiar i l'ús anticonceptiu estaven molt publicitats i promocionats.

Gràfica de la población de la Xina (a partir de 1950)
La progressió de la piràmide de població xinesa, International Futures
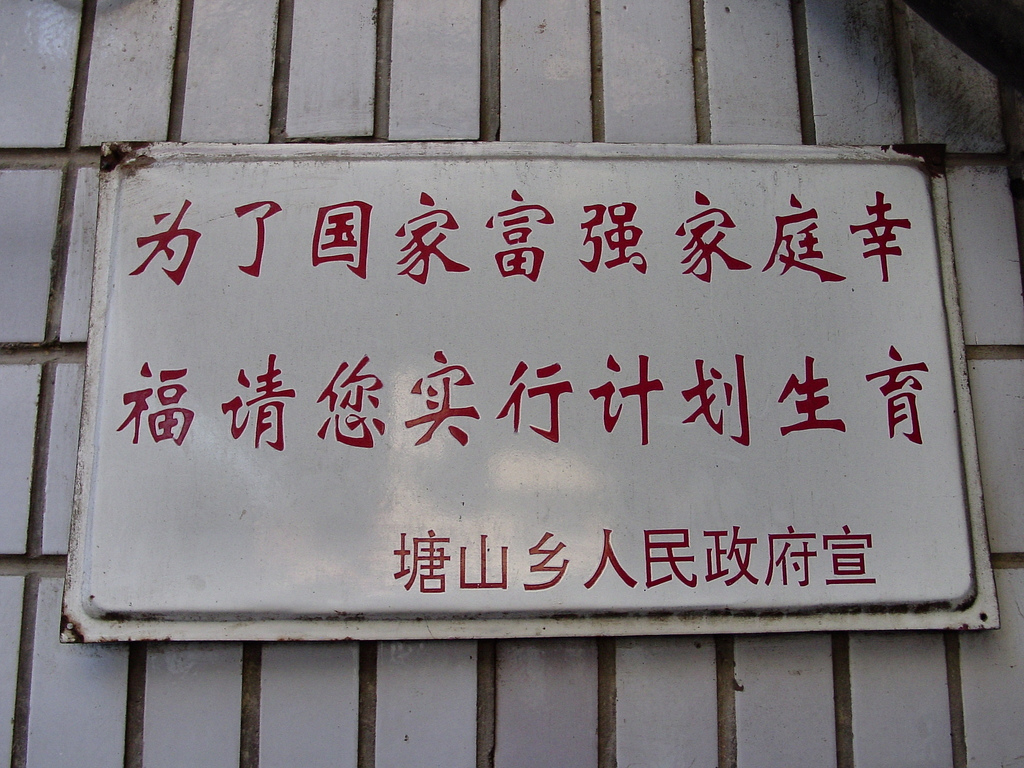
Un cartell del govern al municipi de Tangshan: «Per a una nació pròspera i poderosa i una família feliç, practiqueu la planificació familiar»

La política de fill únic, iniciada el 1978 i aplicada per primera vegada el 1979, obligava a que cada parella casada només poguès tenir un fill, excepte en el cas de circumstàncies especials. Aquestes condicions s'inclouen, «el naixement d'un primer fill que ha desenvolupat una discapacitat no hereditària que li dificultarà a dur a terme un treball productiu més tard a la vida en el cas que tant el marit com l'esposa fossin fills únics, un diagnòstic erròni de la fecunditat de l'esposa combinat amb un pas de més de cinc anys després de l'adopció d'un nen, i un home i una dona que es tornen a casar i que entre els dos només aporten un fill al nou matrimoni». La llei es va relaxar en 2015.

### Avortament selectiu en funció del sexe
A la Xina, es creu que els homes tenen un major valor per a una família, ja que assumeixen més responsabilitats, tenen la capacitat de guanyar salaris més alts, continuar el llinatge familiar, rebre una herència, i són capaços de cuidar els seus pares ancians.
La preferència per als fills junt amb la política de fill únic ha provocat una taxa elevada d'avortament selectiu en funció del sexe a la Xina. Per tant, la Xina hi ha més homes que dones. Amartya Sen, una economist guanyador del Premi Nobel, va afirmar que en 1990 havien desaparegut més de 100 milions de dones a nivell mundial, 50 milions de les quals eren de la Xina. Se'n va atribuir el dèficit en el nombre de dones a l'avortament selectiu en funció del sexe, l'infanticidi femení i la nutrició inadequada per a les nenes, tot això encoratjat per la política de fill únic.
La relació sexual entre naixements masculins i femenins a la Xina va arribar fins al 117:100 l'any 2000, substancialment més masculina que la línia de base natural, que oscil·la entre 103:100 i 107:100. Va augmentar des de 108:100 el 1981 (a la frontera de la base natural) fins al 111:100 el 1990. Segons un informe de la Comissió de Població Estatal i de Planificació Familiar, a la Xina havien 30 milions més d'homes que de dones el 2020, fet que pot provocar la inestabilitat social.

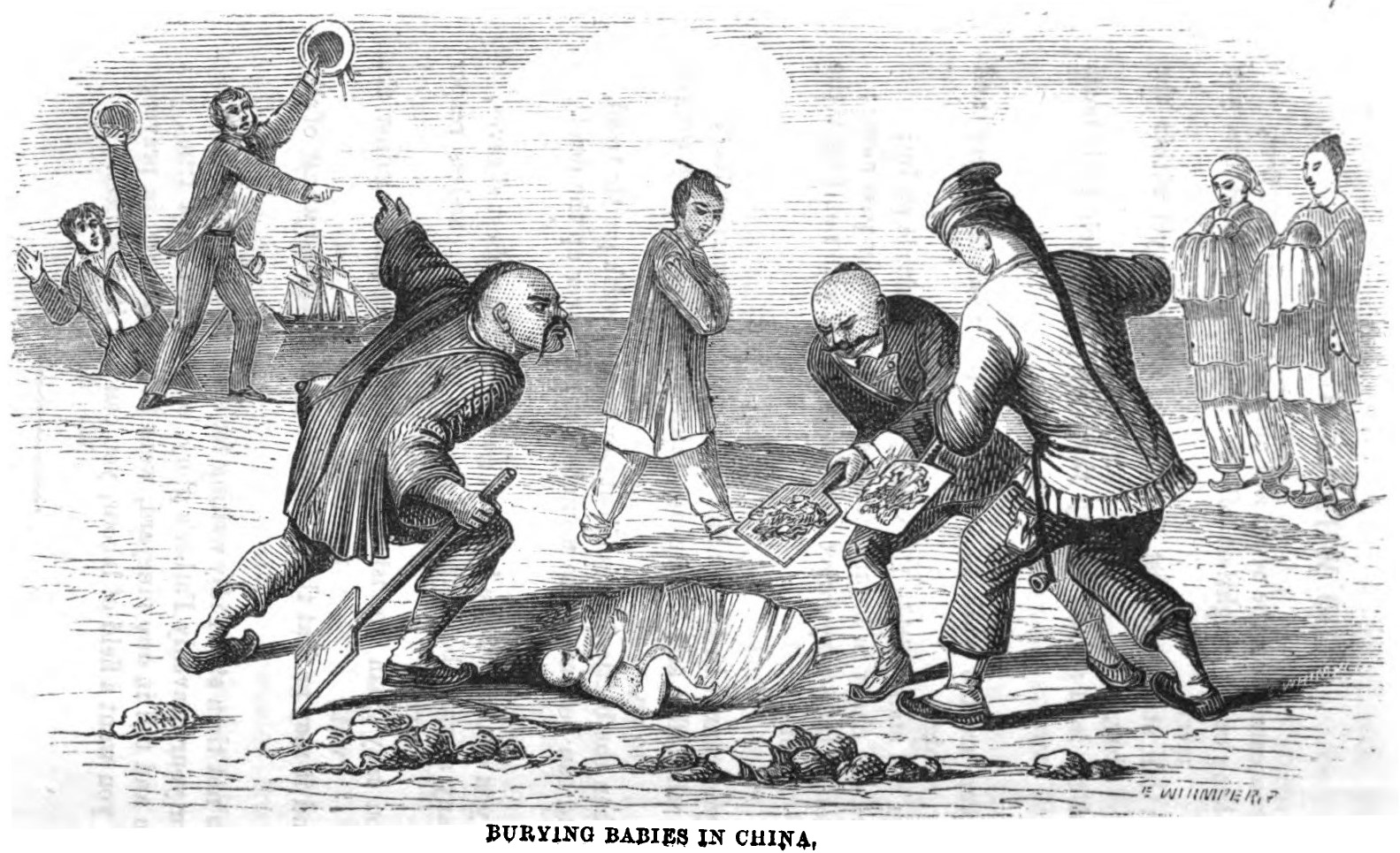
Enterrament de nadons a la Xina (Wesleyan Methodist Missionary society, pàg. 40, març de 1865, XXII). Hi ha una llarga tradició d’infanticidi femení a la Xina
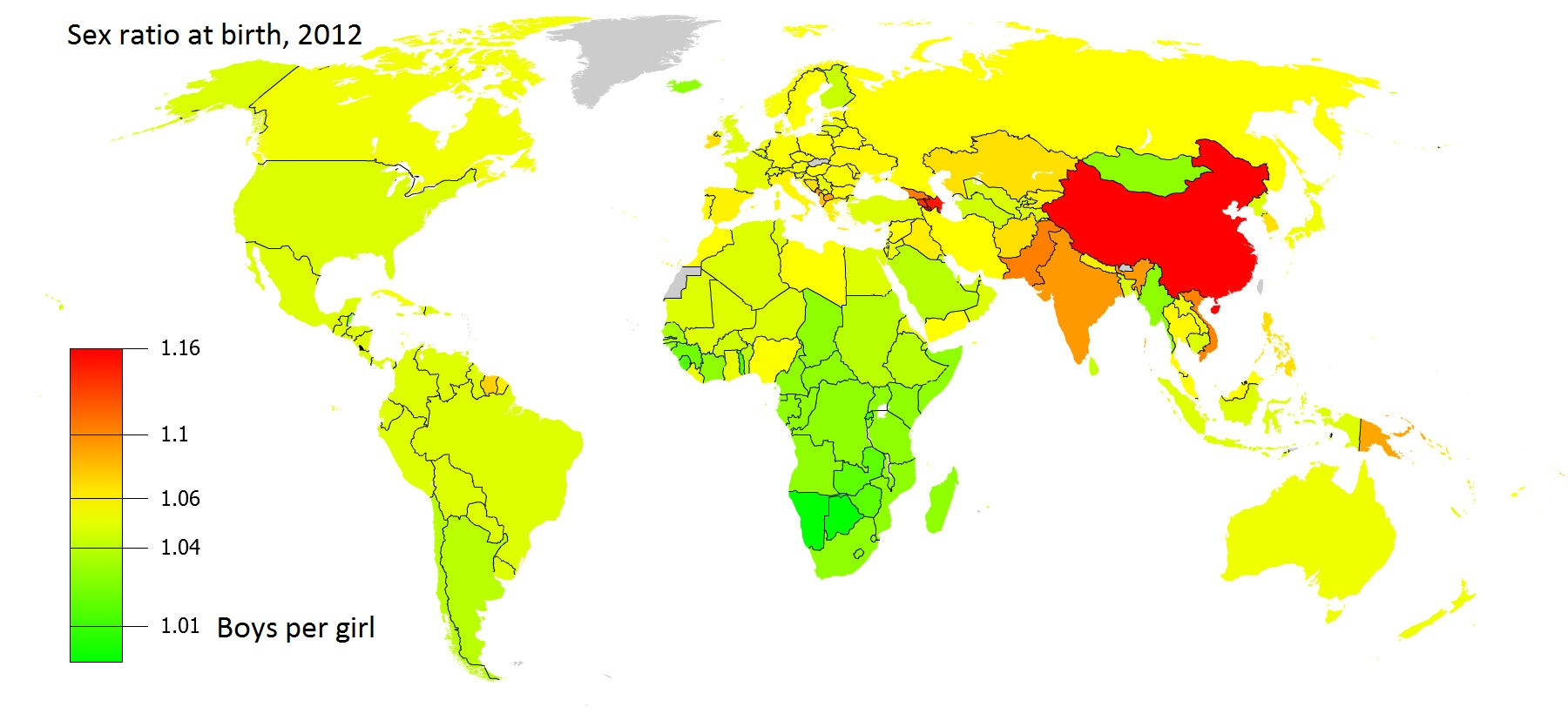
Mapa mundial de la relació de sexe per naixement (nois per noia), 2012
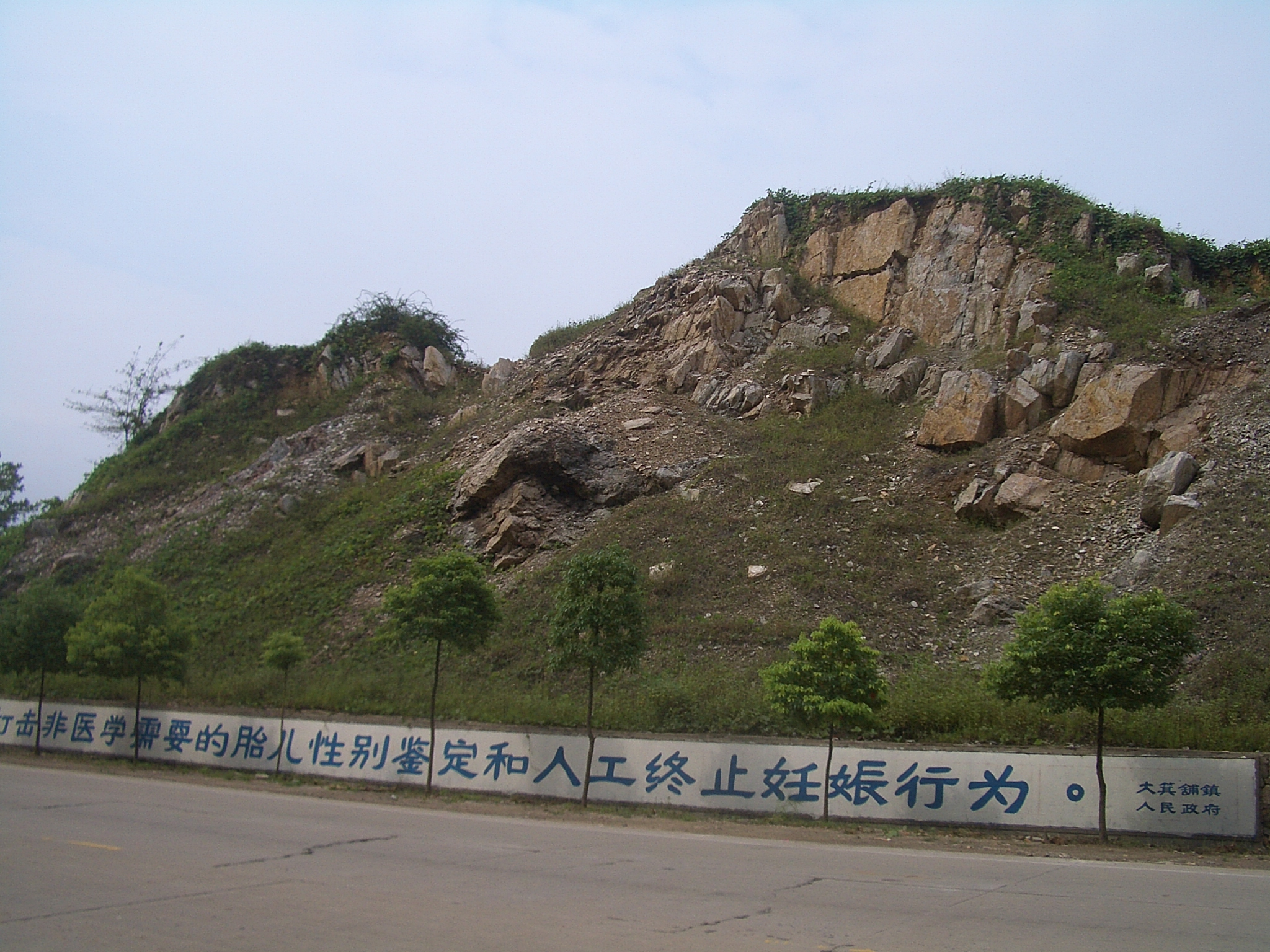
Un anunci que convida als conductors a que evitin la identificació prenatal del sexe i que no realitzin la pràctica l'avortament selectiu en funció del sexe. (Daye, Hubei, 2008)

A mesura que la política de fill únic limita el nombre de nens que pot tenir una família, les dones reben immenses pressions socials. La majoria de les dones es culpabilitzen a l'hora de donar a llum a una noia. Les dones són pressionades a realitzar avortaments forçosos quan es descobreix que estan embarassades d'una nena. Aquesta situació va provocar unes taxes d'infanticidis femenins superiors i morts de nenes a la Xina.
Altres regions asiàtiques també tenen relacions superiors a les mitjanes, incloent Taiwan (110:100), que no té una política de planificació familiar. Molts estudis han explorat el motiu de la disparitat de la natalitat basada en el gènere a la Xina, així com a altres països. Un estudi de 1990 va atribuir l'alta preponderància dels naixements masculins informats a la Xina a quatre causes principals: malalties que afecten més severament a les dones que els homes; el resultat de poca informació sobre de naixements de noies; la pràctica il·legal de l'avortament selectiu en funció del sexe per la disponibilitat generalitzada d'ecografies; i, finalment, actes d'abandonament infantil i infanticidi.

### La Campanya del Puny de Ferro
Segons els informes d'Amnistia Internacional, els funcionaris de planificació familiar de la ciutat de Puning (普宁), a la província de Guangdong, van iniciar la Campanya del Puny de Ferro a l'abril de 2010.
Aquesta campanya va escollir gent per a esterilitzar-los en un intent de controlar el creixement de la població. Es va demanar als individus escollits que anessin a les clíniques governamentals on serien esterilitzats. Si rebutjaven el procediment, podien ser detinguts ells o els seus familiars. La Campanya del Puny de Ferro va durar 20 dies i van ser escollits 9.559 individus. Un 50% van consentir l'esterilització i 1.377 parelles dels escollits van ser detinguts.
Els funcionaris de planificació familiar van defensar la Campanya del Puny de Ferro, afirmant que la gran població de treballadors migrants en Puning no van aplicar la política de fill únic i, per tant, no havia complert la normativa de planificació familiar. En un intent d'estandarditzar les polítiques de planificació familiar a tota la Xina, es va implementar la Llei de planificació de la població i familiar de 2002, que protegeix els drets individuals i prohibeix l'ús de la coerció o de la detenció.

## La propietat

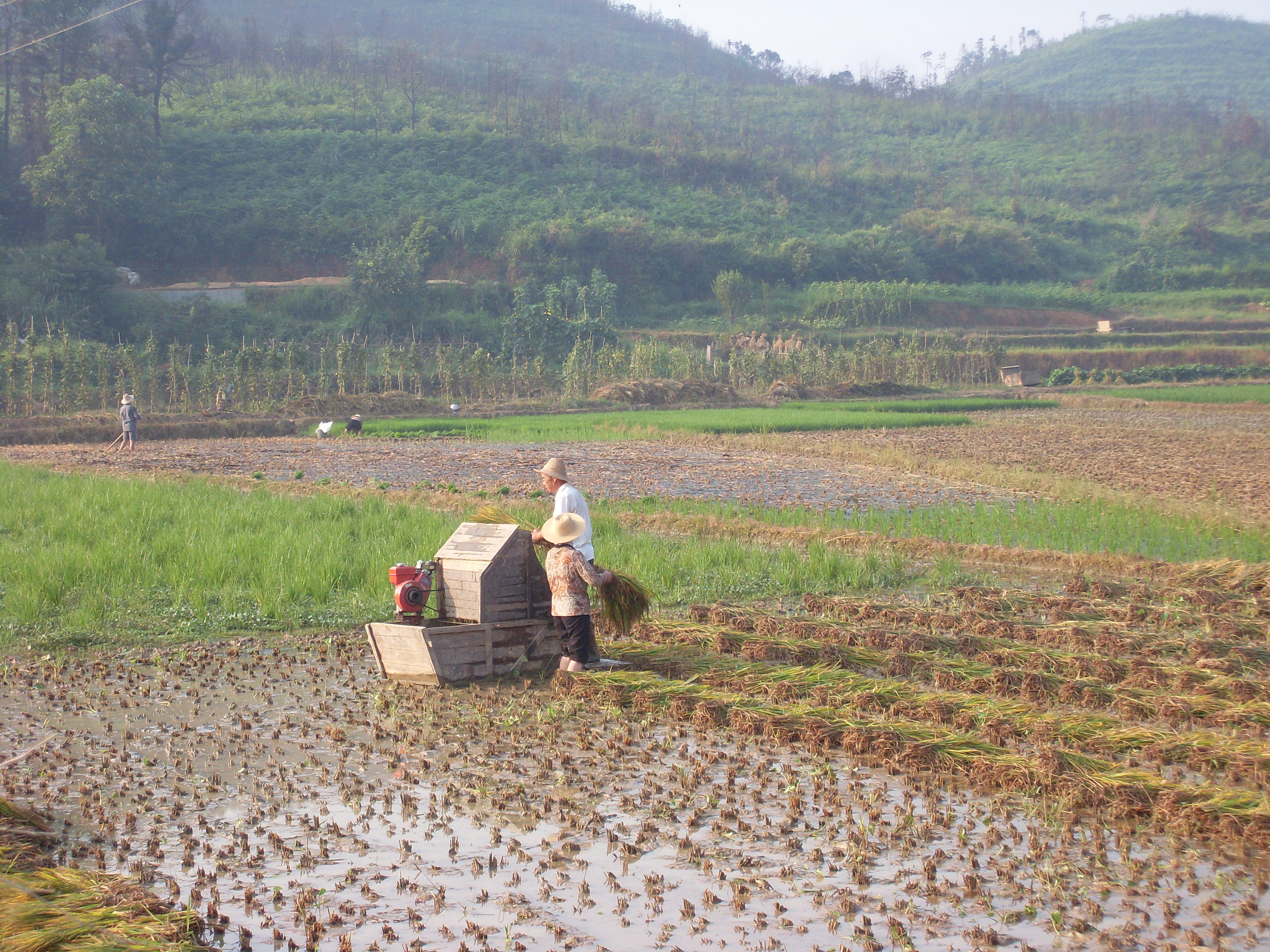
A la Xina, la majoria de les explotacions són propietat col·lectiva, una tradició i una pràctica que es remunta des de l’aparició del maoisme.

En la Xina actual, les dones gaudeixen de drets legals sobre la propietat, però a la pràctica, aquests drets són sovint difícils de realitzar. Les dones xineses han mantingut històricament pocs drets sobre la propietat privada, tant per costums socials com per llei.
A la Xina imperial (abans de 1911), els familiars que convivien en la mateixa llar utilitzaven la propietat col·lectivament, en lloc de com a membres individuals de la llar. Aquesta propietat pertanyia habitualment al clan ancestral familiar, amb el control legal pertanyent al cap de família o a l'home de més edat. L'ascendència a la Xina imperial era patrilineal o a través d'homes, i les dones no podien compartir a la propietat familiar. A la mort del cap de la llar, la propietat pertanyia al fill gran. En absència d'un fill elegible, una família solia adoptar un fill per a continuar la línia familiar i la propietat. No obstant això, com assenyala Kathryn Bernhardt, un erudit de la història xinesa, gairebé una de cada tres dones durant la dinastia Song (960-1279) no tenien germans o descendents masculins, i adquirien drets sobre la propietat familiar. En aquests casos, les filles solteres rebien la propietat dels seus pares en absència de descendents masculins directes, o una vídua soltera podia triar l'hereu familiar.
Una llei promulgada durant la dinastia Ming (1368-1644) va requerir que en absència d'un descendent directe masculí, la propietat d'un home passaria a mans dels seus nebots. Amb aquest canvi de llei, l'accés de les dones a la propietat privada era encara més restringida. En aquest cas, només si cap dels fills d'un home i cap dels fills dels seus germans estaven vius per heretar la propietat, una filla podia rebre l'herència. En la majoria dels casos, el major control de la propietat familiar que rebia una vídua era la conservació o el dret de controlar la propietat mentre un hereu era menor d'edat.
En alguns casos, després d'algunes reformes a la dinastia Qing (1644-1912), algunes dones podien conservar la propietat no dividida fins i tot després que els seus fills arribessin a la majoria d'edat.
La llei durant l'època republicana va interpretar això com que les vídues tenien un poder complet sobre els fills en control de la propietat familiar. El Guomindang (中國國民黨), que va assumir el poder sobre la Xina el 1911, va defensar públicament la igualtat de gènere, encara que no molts canvis en els drets de propietat van entrar en vigor fins a la promulgació del Codi Civil Republicà el 1930, que va canviar les definicions de la propietat i l'herència familiar. El Codi Civil Republicà va especificar que la propietat familiar pertanyia legalment al pare, sense connexió al clan ancestral. L'herència d'aquesta propietat es va basar en el llinatge directe, independentment del gènere, de manera que els fills i les filles rebien una part igual de la propietat familiar després de la mort dels seus pares. A més, la voluntat d'un home o la designació d'un hereu diferent no podia passar per alt els mandats de les estructures legals obligatòries de les herències, evitant que les famílies mantinguessin els costums discriminatoris de gènere. Malgrat la redacció equitativa de la llei a la propietat, alguns estudiosos, com Deborah Davis i Kathryn Bernhardt, assenyalen que les definicions legals sobre la propietat no van canviar íntegrament les pràctiques de la gent.
La República Popular de la Xina, que va assumir el control el 1949, també va prometre la igualtat de gènere. L'enfocament de la República Popular de la Xina era diferent del Guomindang. Pel que fa als terrenys, tots els terrenys eren propietat del govern central xinès i assignava terres a la gent per a que les utilitzessin, de manera que tècnicament ningú, home o dona, era propietari de terrenys.
El 1978, el govern xinès va establir un sistema agrícola domèstic que va dividir les terres agrícoles en petites parcel·les per a pobles que eren assignades als ciutadans. La terra es va distribuir a les llars amb responsabilitat legal en el cap de la família o l'home de més edat. L'accés d'una dona a la terra era llavors contingent d'una llar. Amb el matrimoni, tècnicament els arrendaments de les terres de les dones es transferiria a la família del seu marit, però la perfecta assignació de lloguer de terres no sempre va ser assolit, és a dir, les dones podien perdre la seva terra en casar-se. Actualment, aquestes assignacions als poble han cessat, de manera que els arrendaments a la terra ara es realitzen per famílies.
Per a propietats de coses diferents de la terra, les noves lleis xineses permeten la distinció entre la propietat personal i la col·lectiva. Les parelles casades poden tenir simultàniament algunes coses individualment, o tenir-les compartides amb altres persones, amb el seu cònjuge i família. Pel que fa al divorci, la llei xinesa exigeix generalment una divisió de la propietat 50/50.
La Llei de matrimoni de 1980 va definir diferents tipus de divorcis que dividia la propietat conjugal de manera diferent, com ara en casos d'adulteri o violència domèstica. Atès que la majoria de disputes de divorci es resolen a nivell local, la llei permet als tribunals revisar situacions específiques i prendre decisions segons el millor interès dels nens. Normalment, aquesta decisió afavoreix simultàniament la mare, especialment en disputes sobre una casa on viurien els nens. En algunes disputes de divorci es distingeix «la propietat» de «l'ús sobre la propietat», donant a una mare i un fill «l'ús» de la casa familiar sense adjudicar la propietat total de la casa.

## La força de treball
Si s'utilitza la participació femenina en la força de treball com a indicador per mesurar la igualtat de gènere, la Xina seria un dels països més igualitaris del món: la participació femenina de la població treballadora a la Xina va augmentar dramàticament després de la fundació de la República Popular i gairebé va arribar a un nivell universal. Segons un estudi de Bauer et al., de les dones que es van casar entre els anys 1950 i 1965, el 70% tenien feina, i les dones que es van casar entre el 1966 i el 1976, el 92% tenien feines.
Tot i que les dones a la Xina contribueixen activament a la força de treball remunerada fins a cert punt que excedeixen altres països, no s'ha assolit la paritat en la plantilla. El 1982, les dones treballadores xineses representaven el 43% de la població total, una proporció més gran que les dones treballadores estatunidenques (35,3%) o treballadores japoneses (36%). Com a resultat de l'augment de la participació en la força de treball, la contribució de les dones a la renda familiar va augmentar del 20% a la dècada del 1950 fins al 40% a la dècada del 1990.

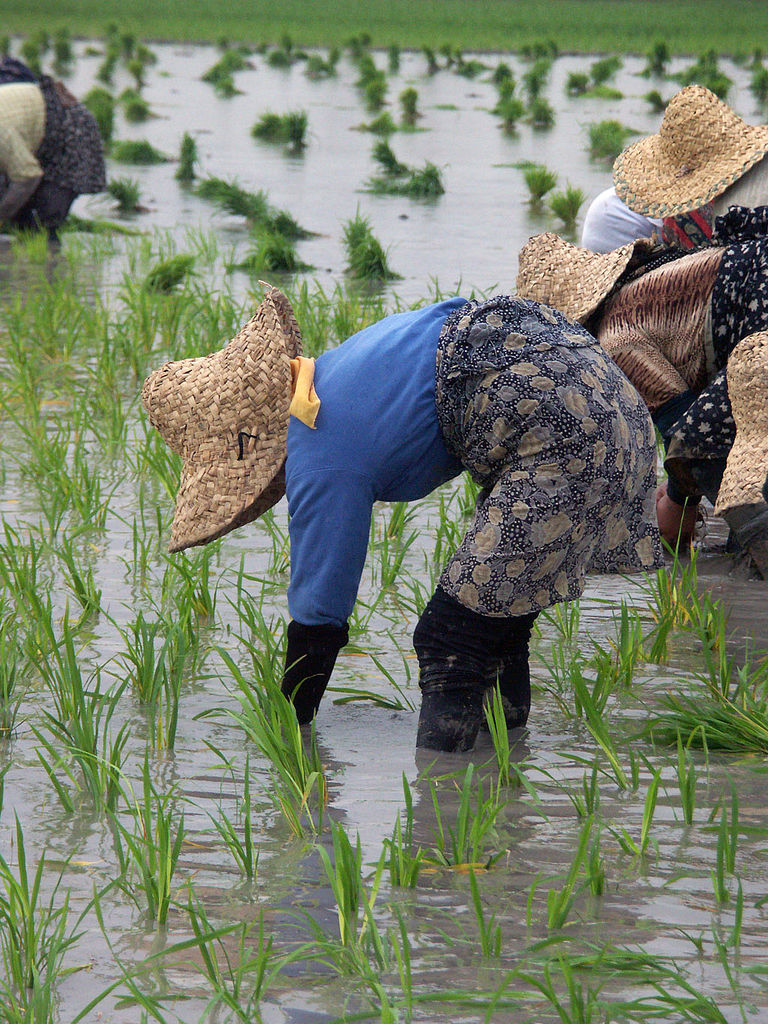
Dones treballant en un camp d'arròs
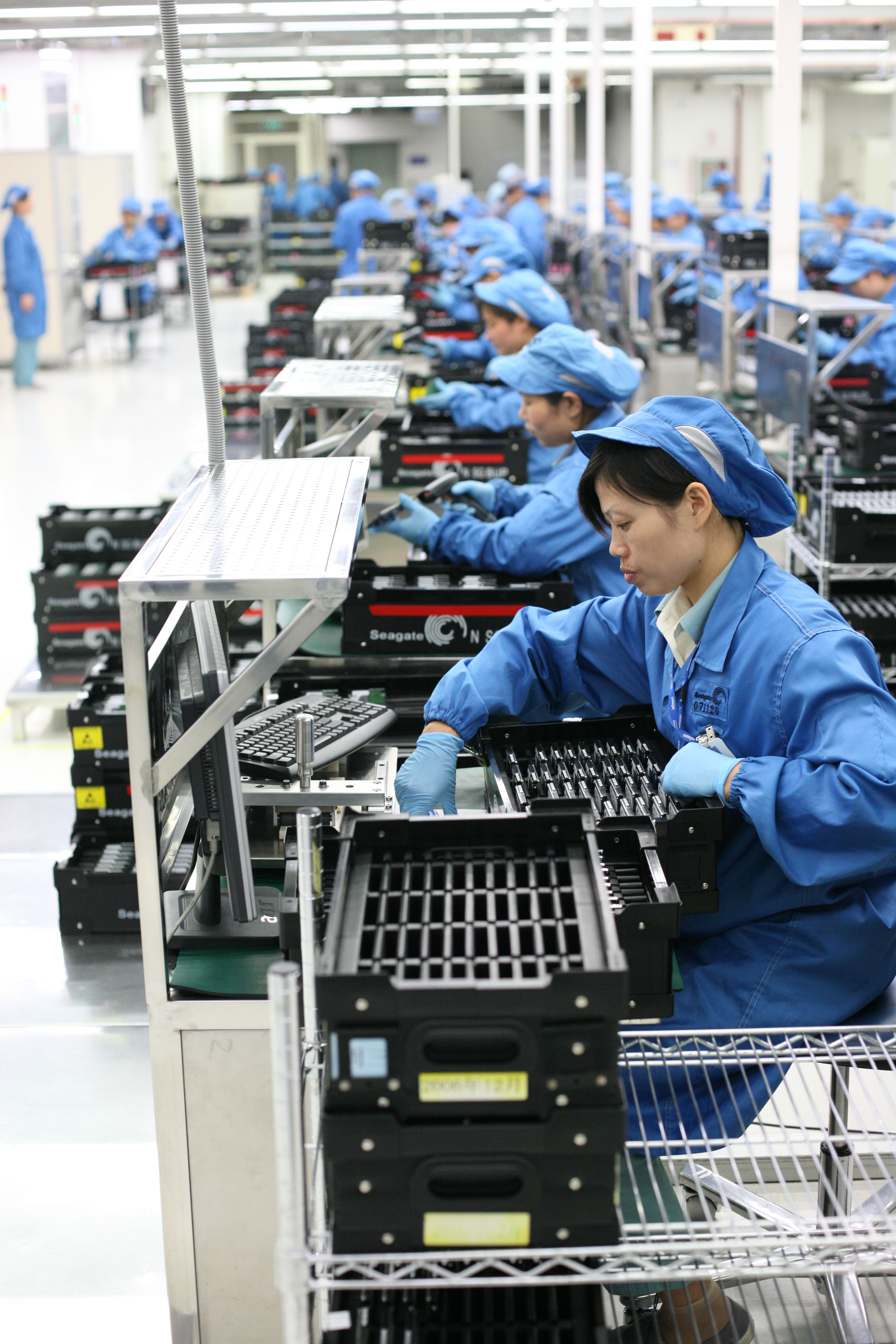
Treballadores realitzant proves finals i control de qualitat abans d’enviar discs als clients
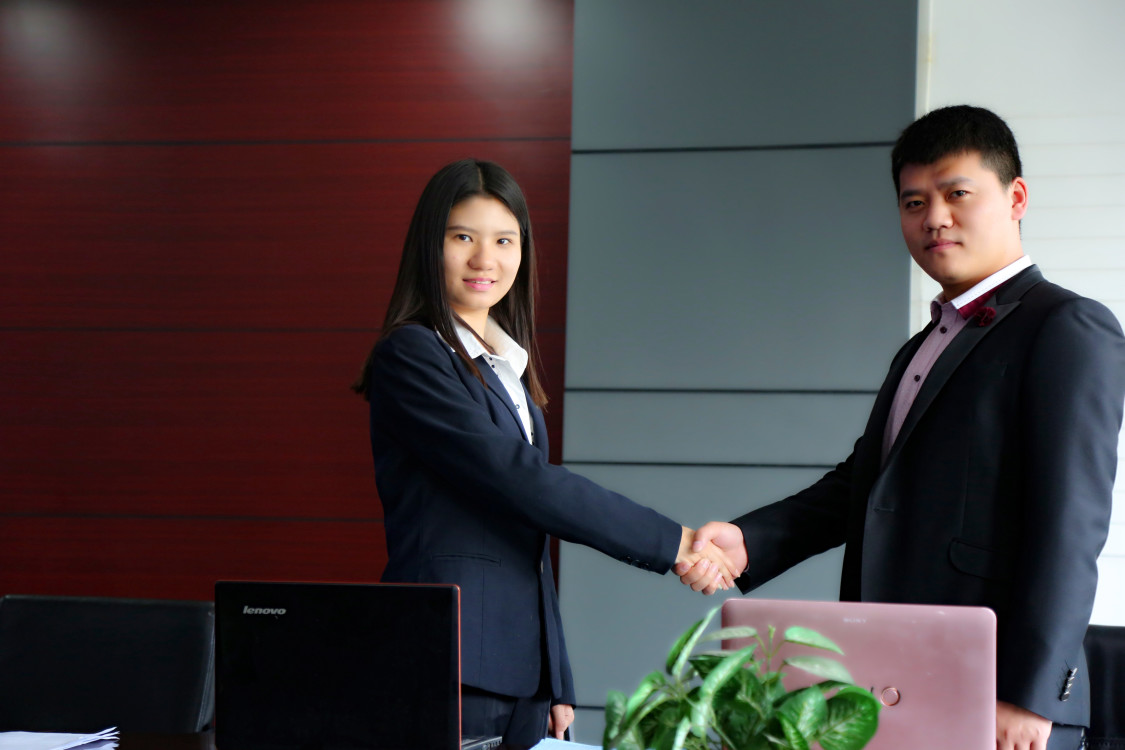
Una dona professional fent un tracte amb el seu client masculí. La globalització ha augmentat les oportunitats laborals de les dones a la Xina urbana

El 2019 es va publicar una directiva governamental que prohibia els empresaris de la Xina de la publicació de «preferentment homes» o «només homes» en anuncis d'ofertes de treball, i prohibia les empreses que demanessin a les dones que buscaven feina sobre els seus plans de maternitat i matrimoni o que requerissin a les sol·licitants la realització de proves d'embaràs.

### El treball rural
A la Xina tradicional, la terra era transmesa del pare al fill, i en el cas de no tenir un fill, llavors la terra es donava a un parent proper masculí. Tot i que no es va concedir la propietat de la terra a les dones xineses del passat, avui a les zones rurals de la República Popular de la Xina, les dones tenen papaers fonamentals en l'agricultura, que les permet controlar les fonts centrals de producció de la zona.
La població afecta considerablement el mode d'agricultura que s'utilitza, que determina les funcions que tenen les dones. Segons Thomas Rawski, professor d'economia i història a la Universitat de Pittsburgh, el mètode de l'agricultura itinerant s'utilitza en zones menys poblades i és on les dones realitzen més treballs agrícoles, mentre que en zones més poblades s'utilitza un cultiu amb aixada més complex, on són els homes que solen realitzar aquest tipus de cultiu, però durant els períodes d'alta demanda les dones realitzen tasques agrícoles en la plantació, collita i transport. Les dones també tenen papers clau en cultiu de te i d'arròs.
Els ingressos agrícoles es complementen amb el treball de les dones en la cria d'animals, la filatura, la cistelleria, el teixit i la producció d'altres artesanies.

### El treball a les ciutats i la migració
La dependència de la República Popular de la Xina sobre la fabricació d'objectes de baix consum per produir béns per al mercat internacional es deu a canvis en les polítiques econòmiques de la Xina. Aquestes polítiques econòmiques també han fomentat les indústries d'exportació.
Les zones industrials urbanes tenen personal amb joves treballadores immigrants que marxen de les seves cases rurals. Atès que els homes són més propensos que les dones per assistir a la universitat, sovint les dones rurals migren per a trobar treball a les ciutats amb l'esperança de complementar els ingressos de les seves famílies.
El 1984, la reforma de la Regulació del registre de residència permanent va marcar un augment de la migració dels treballadors xinesos de les zones rurals. A mesura que les restriccions a la residència es van relaxar, es va penalitzar menys i es va permetre a les persones viatjar a per trobar feina, moltes dones es van dedicar a la mà d'obra migrant. A les ciutats, les dones podien trobar treballs amb sous baixos com a treballadores de fàbrica. Aquests increment d'oportunitats laborals va provocar que les dones migressin fora de les zones rurals amb l'esperança de fugir de la pobresa. Tot i que aquest sistema reformat va permetre la migració dels residents rurals, els va prohibir acceptar els beneficis a les ciutats o canviar la seva residència permanent, que va suposar que la majoria dels treballadors migrants no poguessin rebre cap forma d'atenció mèdica, educació o habitatge.
A nivell nacional, els treballadors migrants superen les treballadores migrants en 2:1, és a dir, les dones formen aproximadament un 30% de l'anomenada «població flotant». No obstant això, en algunes zones, com la província de Guangdong per exemple, la proporció afavoreix les dones. Al districte industrial de Nanshan (Shenzhen), el 80% dels treballadors migrants eren dones.
Una preferència per a les dones més joves a les dones més grans ha donat lloc a una població predominantment jove de treballadores migrants. Les dones casades tenen més restriccions a la mobilitat a causa de les seves funcions en la família, mentre que les dones més joves són més propenses a no casar-se. A més, les dones rurals més joves tenen menys probabilitats de quedar embarassades, posseeixen dits àgils, són més capaces de treballar més hores i tenen menys informació sobre els seus drets laborals.
Per a les dones que són capaces d'obtenir una feina, s'enfronten a la possibilitat de ser obligades a signar un contracte que les prohibeix quedar-se embarassades o casar-se durant el seu període d'ocupació. Els mandats de la llei xinesa obliguen a l'empresari a concedir el permís de maternitat i cobrir els costos del part. Aquestes lleis de maternitat han donat lloc a la reticència dels empresaris a contractar dones.

### Treballs i professions«femenines»
Juntament amb les reformes econòmiques a la Xina, les diferències de gènere en termes d'aspecte físic i gestos corporals s'han fet més visibles a través dels mitjans de comunicació i el comerç. Això ha creat llocs de treball que exigeixen atributs femenins, especialment a la indústria de serveis. Els representants de vendes en cosmètics i botigues de roba són generalment dones joves i atractives que cuiden contínuament la seva aparença femenina, corresponents a imatges de dones en anuncis.
Les dones xineses actualment també dominen altres dominis de formació professional com la psicoteràpia. Cursos i tallers de psicoteràpia atrauen dones de diferents edats que senten la necessitat de dominar sensibilitat en les relacions socials i fora de les seves llars, i alhora que és un canal que realitza a si mateixes com a individus que no es redueixen als seus papers familiars com a mares o esposes.

## Les dones en la política i la governança
Les dones a la Xina tenen taxes de participació baixes com a líders polítics. El desavantatge de les dones és més evident en la seva molt escassa representació en les posicions polítiques més poderoses.

#### Antecedents històrics
Durant el període imperial, en termes actuals, l’emperador de cada dinastia concentra els tres poders clàssics, el legislatiu, l’executiu i el judicial, però també el militar, amb un principi de legitimitat basat en l’origen diví i el mandat del Cel. També cal considerar que durant segles les tesis confucianistes han estat integrades inconscientment tant per homes com per dones; per tant, les seves principals víctimes, és a dir, les dones, eren elles mateixes l’instrument essencial per reproduir el model patriarcal.
L’organització política i administrativa de les diferents dinasties presenta, amb certes diferències segons l’època, tres característiques essencials: està centralitzada, on totes les decisions es prenen en teoria a la capital del l‘imperi, amb jerarquies molt definides, i diferenciació clara entre el govern central (la cort, els ministeris i altres institucions) i l’administració local (províncies i ciutats).
Aquest sistema presenta peculiaritats com el cos administratiu format per mandarins, grup de funcionaris que a nivell civil i militar són els encarregats de la gestió dels diferents afers de l’imperi, o la presència dels eunucs en determinades dinasties com la Tang.
Per tant, durant l’època imperial, l’accés de la dona a llocs vinculats amb la política, el poder polític o els llocs de governança ha estat pràcticament inexistent. Com es “lògic” en la cultura social i en les estructures de poder d’aquestes èpoques, basades en un model patriarcal i en monarquies hereditàries, només modificades per guerres internes o invasions, l’única via d’accés de les dones al poder passava per formar part de la família imperial. Tenir un cert grau de parentesc o vinculació amb l’emperador del moment, ja sigui com a mare, germana, filla, consort o concubina, podia possibilitar un cert grau d’integració en els òrgans de poder polític. Tot plegat amb l’agreujant del nombre elevat de dones i concubines que tenien els emperadors i el conseqüent nombre de filles, fills i parents, tots ells amb aspiracions d’arribar a un cert grau de poder dins la cort.
Malgrat aquesta situació, cal destacar que històricament hi ha alguns exemples significatius on la dona va assolir importants nivells de poder, en cada cas sempre condicionats per la posició dins la cort imperial.

##### Dinastia Tang

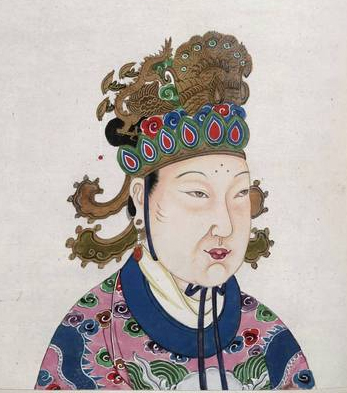
Emperadriu Wu Zetian

El cas més destacat es el de Wu Zhao (武曌), concubina de l'Emperador Taizong i consort de l'Emperador Gaozong. A la mort d’aquest va obtenir tot el poder i va regnar com a Emperadriu Wu, o Wu Zetian, arribant a proclamar la seva pròpia dinastia, a la qual anomenà Zhōu (周). Wu va ser l'única emperadriu reconeguda oficialment pel regne de la Xina durant més de dos mil·lennis. 
La naturalesa del matrimoni imperial de Tang també va fomentar el poder de les dones. En segles anteriors, els governants sovint escollien consorts d’orígens humils per evitar la interferència de les famílies. En canvi, les emperadrius Tang provenien normalment de famílies nobles importants, fet que les dotava d’un prestigi dins la cort.
A més, els Tang no van practicar la primogenitura. Tot i que tots els emperadors descendien del fundador de la dinastia, tenien diverses relacions amb els seus predecessors immediats. Alguns eren germans o fills menors de l'anterior governant, de manera que no s'havia preordinat la seva adhesió. Les pràctiques de successió ambigües van permetre a les emperadrius vídues assumir un paper principal en la política en moments crítics, convertint-les en poderoses figures a la cort.
Els Tang tenien 121 graus de consorts imperials, però els governants dels Song van reduir el nombre de rangs a vint-i-quatre. Les famílies de consorts d’alt nivell rebien subvencions i una dona podria rebre fons addicionals si atreia el favor de l’emperador.

##### Dinastia Song
Durant la dinastia Song (960-1279) cal ressaltar el paper de les emperadrius Xie i Quan, avia i mare de l'emperador Gong (1271-1323), que van actuar durant un temps com a regents, ja que l’emperador va ascendir al tron (després de la mort del seu pare l'emperador Duzong) quan només tenia quatre anys.
L’emperadriu Liu (969-1033), l’emperadriu més poderosa des de Wu Zetian, va tenir un impacte important en l’evolució de les institucions imperials. Els seus èxits van obrir el camí perquè les consorts posteriors poguessin exercir un grau de poder durant la dinastia. Liu era l'esposa de l'emperador Zhenzong. Al morir l’emperador i pujar al tron el seu fill adoptiu, l’emperador Renzong, Li com a regent va actuar com a autèntica governant de la Xina durant onze anys.
També va tenir protagonisme Yang Miaozhen (ca. 1193–1250) era germana de Yang An’er un líder rebel durant l’enfonsament de la dinastia Jin. Quan el seu germà va morir, Yang va fer-se càrrec del seu exèrcit de més de deu mil soldats i posteriorment va arribar a se governadora de Shandong.

##### Dinastia Yuan
A partir de la conquesta de la Xina pels mongols i la creació de la dinastia Yuan (1279-1367) es va iniciar una nova forma de govern. Les dones havien tingut un paper important en l’ascens de l’Imperi Mongol. Les casades amb marits importants es trobaven al centre de la vida política. Aconsellaven els seus marits i participaven en assemblees on els khan prenien decisions importants; després de la mort del marit, podrien esdevenir encara més poderoses, actuant com a regents i decidint qüestions clau.
Tot i que la majoria de les emperadrius de l’època Yuan van tenir poca influència, els governants de les dinasties posteriors van prendre mesures estrictes per bloquejar les ambicions de les dones del palau.

##### Dinastia Ming
Al començament de la dinastia Ming, l'emperador Hongwu va imposar estrictes restriccions als seus consorts per evitar que seguissin l'exemple de les dones de Yuan i impedir que participessin en la política. Aquestes mesures van establir un precedent influent i les dones poques vegades van exercir molt poder durant la resta de la història imperial.
Malgrat les dificultats, durant el període dels Ming (1368-1644) hi ha tres dones de procedències molt diferents que van arribar a assolir nivells importants de poder. L’emperadriu consort Su, que quan el seu fill l’emperador Zhengtong, (1427 - 1435) fill gran de l’emperador Xuande va iniciar el regnat amb només 8 anys, la governança del país la van exercir els nomenats “Tres Yang”: Yang Shiqi  楊士奇, Yang Rong 楊榮 i Yang Pu 楊溥, i també l’emperadriu.
Més tard la concubina Wang, durant els primers anys de regnat de l’emperador Chenghua (1447-1487) quan l'Imperi va estar dirigit per un Consell de 12 regents, que va aplicar una sèrie de reformes i millores. I l’últim cas, a finals de la dinastia, l'emperador Tianqui va delegar totes les funcions del govern a l’eunuc Wei Zhongxian i a la que havia sigut la seva mainadera, Madame Ke o Madona Ke.

##### Dinastia Qing
En el cas de la dinastia Qing, d’origen manxú, el Govern Central estava compost per sis institucions sota l’emperador (Departament de la Casa Imperial, el Gran Consell, els Censors, el Gran Secretariat, l'Acadèmia Hanlin, sis Ministeris, cinc Tribunals, Col·legi Imperial i el Tribunal de relacions amb poblacions no xineses o manxús). A escala provincial, una organització basada en Governadors, Prefectes i Sots-prefectes. Tots aquests càrrecs ocupats exclusivament per homes, que hi poden accedir per la via de la meritocràcia, mitjançant els exàmens imperials, vigents fins a 1905.

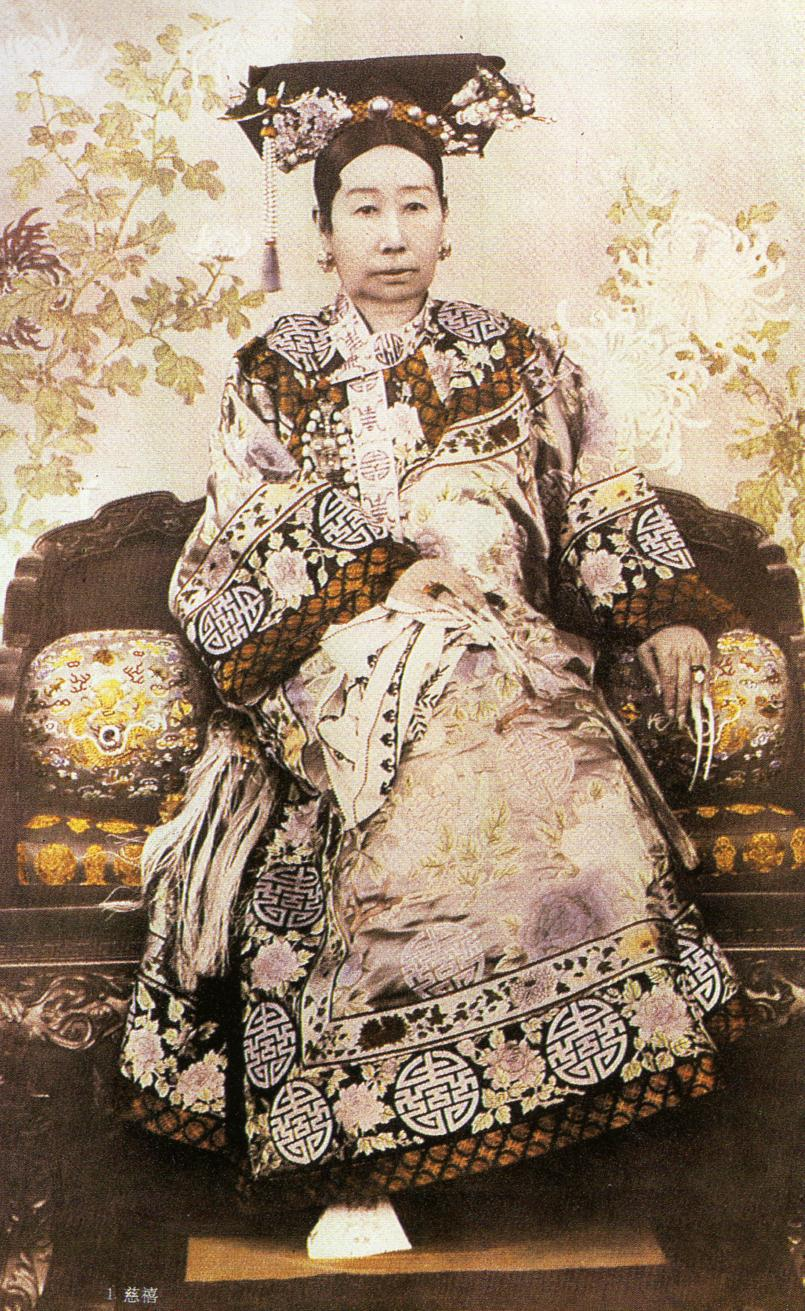
Emperadriu Cixi

A finals de la Dinastia Qing, la darrera dinastia imperial, es molt notable el paper de l’emperadriu Cixi (1835-1908) que s'ha considerat com una de les personalitats més importants de la història de la Xina. Concubina de l’emperador Xianfeng va tenir un fill amb ell, que va ser l’emperador Tongzhi. Amb la minoria d’edat del fill, Cixi va assolir la regència que no va abandonar fins a la seva mort el 1908. Durant el seu mandat Cixi va d’haver gestionar nombrosos conflictes tant interns com externs.
Malgrat que inicialment es va oposar als canvis proposats pels impulsors de la Reforma dels Cent Dies, Cixi va posar en marxa un seguit de reformes, el que es va anomenar les Noves Polítiques. Molts dels canvis eren similars a les mesures per les quals els reformadors havien estat exiliats o executats uns anys abans. Entre altres canvis, destaca l’abolició el 1905 del sistema d'examen del servei civil, durant més de mil anys la via acceptada per als homes per assolir el càrrec polític. La seva substitució va ser el començament d'un sistema escolar modern, i amb la Normativa per l’Educació de les Dones, que incloïa escoles especials obertes per a noies i dones joves i beques per estudiar a l’estranger (Japó, EUA, França i altres).
Van començar esforços per millorar la formació de les dones, on destaca l’apertura de escoles per dones, tant de caràcter públic (Beijing Women’s Normal School) com privat (algunes de missioners metodistes com la McTyeire School, on hi van estudiar les germanes Soong o la primera dona doctorada en medicina, Me-Iung Ting (1891-1969) que van ser el punt de partida per a la formació de futures líders.
El 1897, Li Run, dona del reformista Tan Sitong i Huang Jinyu dona de Kang Guangren, germà del també reformista Kang Youwei van fundar la “Womens Education Society”. El 1898, aquesta organització va editar la primera publicació femenina xinesa, el Diari de l’Educació de la Dona, que tenia com a principal objectiu lluitar pels drets de les dones. Van criticar l’ètica feudal i van exposar els perills de l’autocràcia feudal. Simultàniament, l'organització també va defensar la igualtat de gènere, va dirigir escoles de noies i va lluitar pels drets polítics de les dones.
Les escoles de noies es van convertir en una característica important en la societat de principis del segle xx. El 1906 es va fundar a Nanjing la Jinan University on hi va estudiar Deng Jixing (1907-1995) que va ser membre de la Conferencia Consultiva Politica del Poble Xinès (1983-1988).
A mitjans de 1907, només a Shanghai hi havia més de cent escoles per nenes en funcionament, la majoria finançades de manera privada (algunes de missioners cristians) amb algun suport oficial. A nivell nacional, el govern Qing comptava més de quatre-centes escoles d’aquest tipus. També es van fundar diverses universitats, com la de medicina xinesa i occidental m i altres a Shanghai, Yenching i Pequín.
En última instància, les escoles van potenciar un nou tipus de dones, educades per ser mares, però també possibilitaven aspirar a un món polític ampliat per elles mateixes. Posteriorment algunes van tenir un cert protagonisme en la vida política i en els esdeveniments vinculats a la Revolució de 1911 i la República de 1912.
En definitiva fins a l’enderrocament de la dinastia Qing i l’establiment de la Primera República el 1912, les dones xineses vivien en una societat hipermasclista basada en tesis confucianes i en la qual havien de sotmetre’s al llarg de la seva vida, als diferents nivells d’autoritat masculina, el pare, el marit, i després el fill. Les virtuts essencials de les dones eren les de l’obediència, la docilitat, la pietat i la devoció, però sobretot la castedat envers les autoritats masculines.

##### La Revolució de 1911 i la proclamació de la República de 1912
Els darrers anys de la Dinastia Qing, van ser un procés d’un afebliment constant, amb revoltes internes (Rebel·lió dels Taiping, Rebel·lio de Nian) i conflictes amb les potencies occidentals (guerres de l’opi, guerres amb França, guerra sino-japonesa, i la Rebel·lió dels Boxers). En aquest context, a finals del segle xix emergeix una oposició revolucionaria que s'activa entre altres motius pels sentiments antimanxús i amb els crítics d’elit, que entre altres coses van culpar els manxús del patiment de la Xina a mans de l’imperialisme europeu i japonès. D’alguna forma s'inicia un període, que per primer cop després de mil·lennis d’un sistema monàrquic hereditari, ha de facilitar la possibilitat de passar a un sistema parlamentari amb eleccions democràtiques.

###### Les primeres dones revolucionaries
En els primers moviments de caràcter clandestí, destaca el cas del Tongmenghui creat el 1905 al Japó per Sun Yat-sen, un dels embrions del futur partit Guomintang.

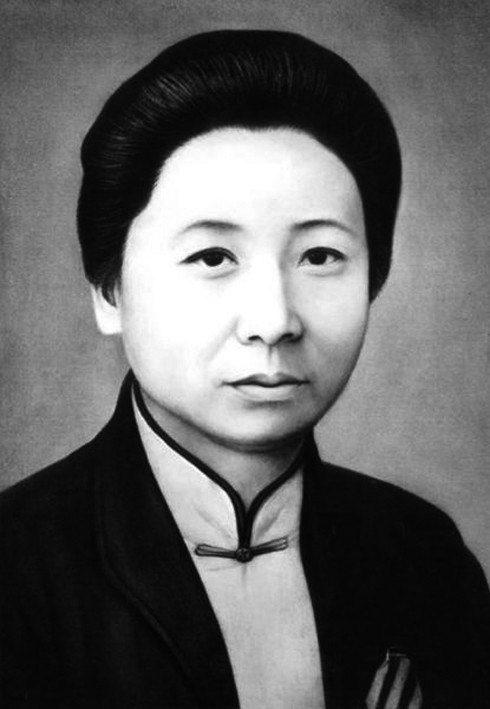
Tang Qunying.

Algunes dones, part d’elles formades al Japó  ja hi tenen un cert protagonisme, com: Tang Qunying, (1871-1937) la primera en integrar-s'hi, i que posteriorment va tenir enfrontaments amb els líders homes del moviment. Tang Qunying va exemplificar canvis en la vida de les dones d’elit que ja estaven en marxa en el moment de la revolució de 1911.

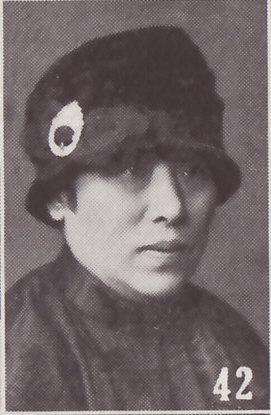
He Xiangning.

He Xiangning, va ser membre del Guomintang, ministre d’Afers de la Dona del govern de Sun i després va ocupar diferents càrrecs en el govern de la República Popular. Qiu Jin, revolucionaria, escriptora feminista i fundadora del diari 中国 奴抱抱 (diari de la Dona de la Xina) a Xangai. Va publicar un article “Les dones xineses” on feia cinc propostes per a l’alliberament de les dones: 
“primer, la igualtat de gènere; en segon lloc, s'hauria de donar a les dones la llibertat del matrimoni; en tercer lloc, s'hauria d’abandonar la tradició d’embenar els peus; en quart lloc, la promoció de les escoles per dones i l'autonomia econòmica, i en cinquè lloc s'hauria d'animar a les dones a participar en els assumptes nacionals.”
Qiu va ser executada pel govern Qing, després d'un fracassat aixecament del 1907 contra la dinastia.
En aquesta època també destaca He Zhen escriptora anarquista coneguda com He-Yin Zhen. Va ser fundadora de la Society for the Restoration of Women's Rights i editora de la revista anarquista Natural Justice (Tianyi), que el 1907–1908 va publicar assaigs influents sobre marxisme, anarquisme i feminisme dirigits a estudiants xinesos del Japó. Des de la proclamació de la República de la Xina el 1912, fins a la victòria dels comunistes i la fundació República Popular de la Xina el 1949, el país va viure uns anys d’extrema complexitat, tant a nivell intern, com extern. La creació del Guomintang, eleccions parlamentàries, redacció d’una constitució, l’anomenat “periode de Nankin” amb les bandes territorials i els “senyors de la guerra”, Moviment del Quatre de maig, fundació del Partit Comunista Xinès, segona guerra sino-japonesa, “Moviment de la Vida Nova”, la Guerra Civil i la retirança dels nacionalistes a Taiwan. Tot plegat acompanyat de les conseqüents transformacions socials, culturals, demogràfiques, i la necessitat “d’inventar” una nova cultura política. En aquest marc de transformacions el paper de la dona en la societat va anar agafant un rol més protagonista, especialment entre classes urbanes mitjanes, amb una presència discreta en àmbits com la cultura, l’ensenyament,els mitjans de comunicació, la sanitat o la justícia.

###### La formació un element clau
El Moviment del Quatre de maig de 1919 (五四运动) va ajudar a que la societat xinesa es tornés molt més oberta. Grans quantitats de dones van assistir a les universitats i van trobar major varietat de papers actius en la societat.

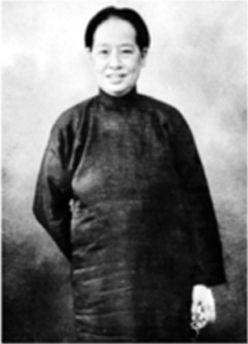
Lin Zongsu

El 1921 es va fundar a Nanchang, provincia de Jiangxi, la Jiangxi Public Medical School. Durant el 1922 les dones de diverses universitats de Pequín van formar dues organitzacions per lluitar per l'obtenció dels mateixos drets. Un grup concentrava els seus esforços en assegurar drets polítics, especialment el dret a votar i a ser electes per a un càrrec públic; el segon, buscava promoure els drets de les dones en un sentit més ampli, concentrant-se en la igualtat d'oportunitats en àrees com l'educació, la llibertat de matrimoni i el dret a heretar propietats.
Lin Zongsu (1904-1944) sufragista i una de les primers dones periodistes i editores de la Xina, va fundar la primera associació d'estudiants femenines amb altres estudiants xineses, anomenada Mutual Love Society (爱 爱 会), que defensava els drets de les dones i el seu dret a l'educació.
El 1924 es va fundar la Sun Yat-sen University a Guangzhou, província de Guangdong, on hi van estudiar entre altres Yi Yun Chen (1910-1969) que durant la segona guerra sino-japonesa va arribar a obtenir el rang de general.
El moviment del 30 de maig de 1925 va ser un moviment obrer i antiimperialista on hi van participar dones com Xie Xuehong (1901-190) que va ser fundadora del Partit Comunista de Taiwan.

##### 1921: Fundació del partit comunista xinès

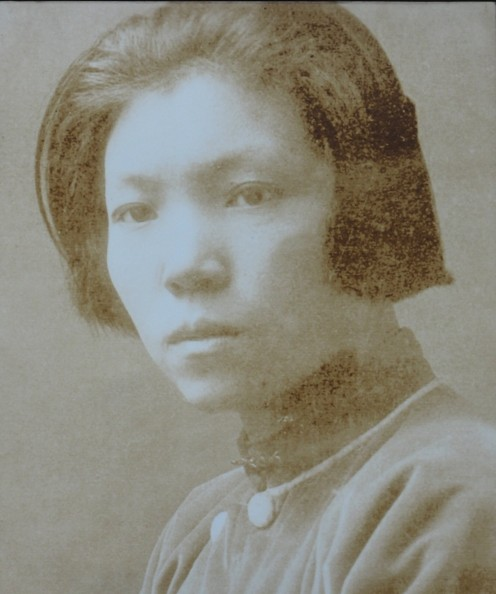
Cai Chang

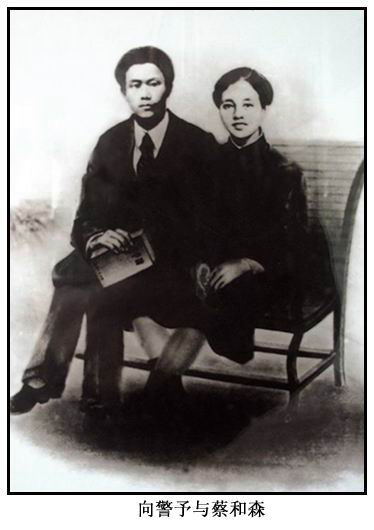
Xiang Jingyu amb el seu marit Cai Hesen, germà de Cai Chang

En els primers anys del Partit comunista xinès cal mencionar diverses dones que hi van tenir un paper destacat i que van formar part del Comitè Central del Partit, com Cai Chang (1900-1990) feminista i activista pels drets de les dones que més tard va participar en la creació de l’ ACWF (Federació de Dones de tota la Xina) i va ser membre del Comitè Central del Partit,(7è,8è, 9è i 10è congressos), Xiang Jingyu (1895-1928) membre del Comitè Central (1923) i va participar en el Moviment del 30 de maig i que s'ha considerat com una pionera en el moviment feminista a la Xina.
Algunes escriptores i intel·lectuals xineses com Lin Chun, han definit la revolució xinesa com que "malgrat les greus limitacions, alhora una revolució per part de, de i per a les dones” i per a Ding Ling el nacionalisme maoista va oferir a la"Dona" l'oportunitat de formar part d'una col·lectivitat revolucionària i, per tant, d'un tema totalment modern.

##### Període 1927 - 1949
Període d’alta complexitat política i social, amb esdeveniments com l'Expedició del Nord (1926-1927), la Guerra Civil entre nacionalistes i comunistes (1927-1949), la Llarga Marxa (1934-1935), la segona guerra sino-japonesa,(1937-1945) o la creació de la República Soviètica de la Xina (1931-1937). En alguns casos les dones hi comencen a tenir un paper prou significatiu.
En el Moviment Vida Nova dels anys 30, i té un paper destacat Soong Mei-ling, la germana petita de les germanes Soong (casada amb Chiang-Kai-shek, el líder del Partit Nacionalista Xinès, Guomindang). Sense tenir protagonisme polític, també cal destacar la presencia de Wang Ping, actriu i considerada la primera directora de cinema de la Xina.
El nou Codi Civil de 1929-1931 va incloure, que el matrimoni ja no es un contracte privat entre famílies sinó que té caràcter públic i considera que es un acord pres llirement entre dos individus iguals, alhora que prohibeix la poligàmia. Tot i això, a la Constitució provisional de la República de la Xina, el govern de Nanjing no va establir cap previsió per a la igualtat de gènere ni els interessos polítics de les dones. Aquest resultat va provocar una forta insatisfacció entre les feministes.
També cal destacar a Liu-Wang Liming (1897-1970) que el 1930 va fundar i presidir a Xangai, “l’Associació pel sufragi de les dones” i a Zeng Xianzhi (1911-1989) va ser una de les primeres dones estudiants-soldats, I que va estudiar a l'Acadèmia Militar Whampoa. El 1927, Zeng va anar a Guangzhou per ajudar a organitzar l’aixecament de la regió. Es va unir al Partit Comunista de la Xina el 1928., va treballar al Xinhua Daily de Wuhan, i després va passar més de 40 anys treballant a la Federació de Dones de tota la Xina (ACWF).
El 1946, 82 dones van ser electes per a la "Assemblea Nacional per a l'elaboració de la Constitució"; gràcies als seus esforços, la versió final de la Constitució no només incloïa una declaració general d'igualtat de drets (article 7), sinó que específicament establia el principi que una certa quantitat de dones delegades havien de ser votades en tots els nivells d'eleccions locals i nacionals.

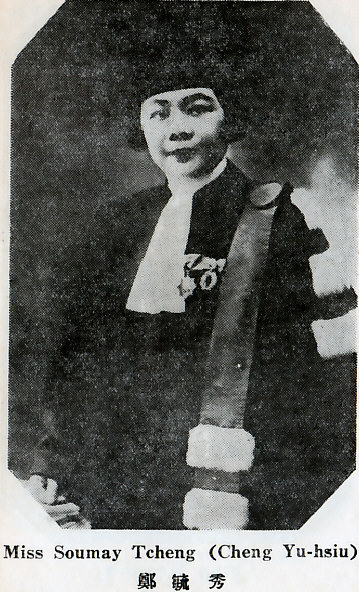
Tcheng Yu-hsiu

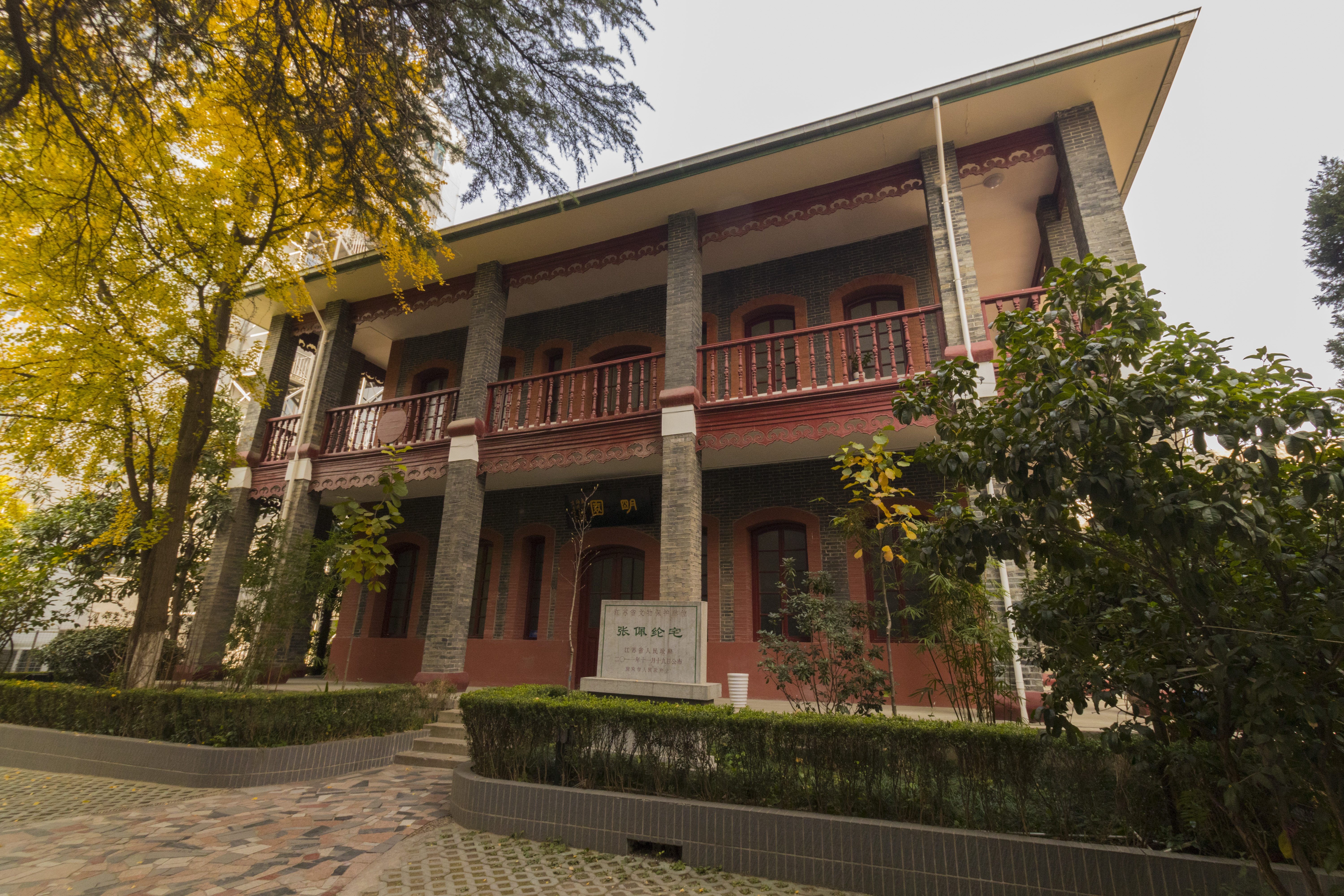
Antic edifici del Legislative Yuan, 1928

En aquest context destaquen dones com Tcheng Yu-hsiu (Zheng Yuxiu) (1891–1959), que va ser la primera dona advocada i jutgessa de la història de la Xina. Va estudiar a la Facultat de Dret de París, va tornar a Xangai per exercir l'advocacia, va ser president d'un tribunal de la concessió francesa, després va militar al Yuan Legislatiu nacional i, des de 1931 fins a 1937, va ser presidenta de l'escola de Dret de Xangai.
Durant la Llarga Marxa que van realitzar les tropes comunistes, fugint de les forces nacionalistes a través de l’interior de la Xina, sota el lideratge de Mao Zedong i Zhou Enlai, ja hi destaca la presència de dones com Deng Yingchao (1904-1992) (casada amb qui seria primer ministre Zhou Enlai) que també va participar en la Llarga Marxa i que havia participat en el Moviment del 4 de maig i posteriorment va ser Presidenta de la Conferencia Consultiva Política del Poble de la Xina, o de Kang Keqing (1911-1992) que als 14 anys es va allistar a l'Exercit Roig, casada amb el general Zhu De i que va ser membre del Comitè Central del Partit comunista (1977-1987).

###### Les eleccions de 1948: Les dones al Parlament

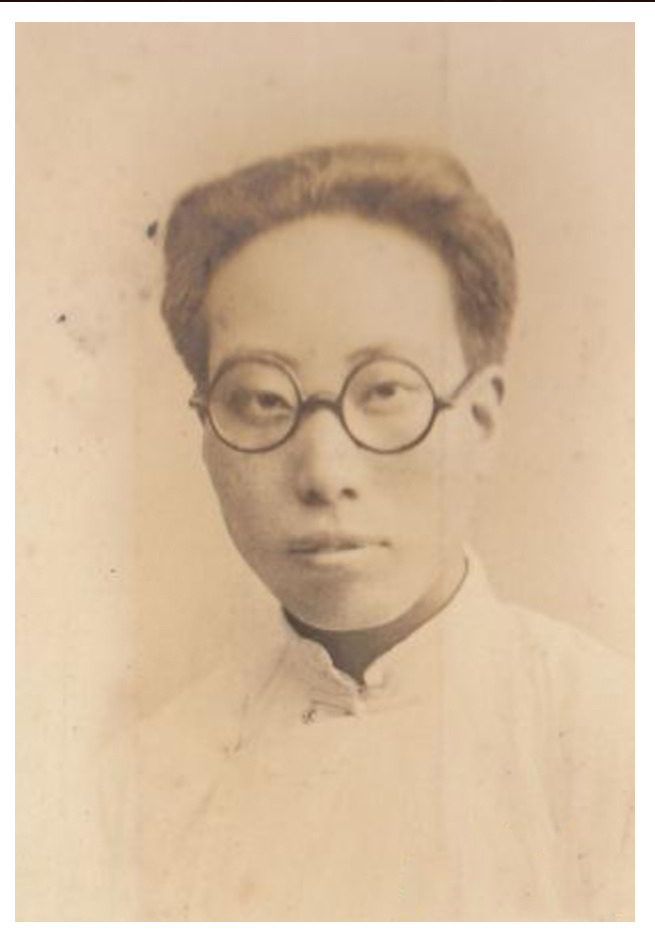
Chen Jianchen, 1928

Els comunistes no hi van participar i només es va votar en les zones controlades pels nacionalistes del Guomintang. La Constitució de la República va atorgar el dret de vot a les dones, dret que va seguir vigent a Taiwan amb la marxa dels nacionalistes a l’illa.
En les eleccions del “Legislative Yuan” (equivalent a un Parlament) la presència de dones electes va ser força significativa. Algunes van continuar en la política amb el partit comunista, però la majoria va marxar a Taiwan amb el govern nacionalista. Moltes d’elles ja havien ocupat càrrecs en diferents àmbits de l’administració pública, en l’ensenyament, la justícia o altres llocs amb un cert grau de poder.
Dins aquest grup de dones electes es poden destacar noms com Chen Jianchen, Chen Jiujing, Wu Yunfang que van passar a la República Popular i van ser membres del “ Revolutionary Committee of the Chinese Kuomingtang” (un dels vuit partits minoritaris reconeguts pel govern comunista), o Rashida (1912-1990) d’ètnia uigur que va ser membre de “l’Associació Islàmica de la Xina”.

#### La República Popular de la Xina
Al primer nivell de presa de decisions, cap dona ha estat mai entre els nou membres del Comitè Permanent del Politburó del Partit Comunista. Només 3 dels 27 ministres de govern són dones, i és important que des de 1997 la Xina ha caigut de la 16a fins a la 53a posició al món en termes de representació femenina al seu parlament, el Congrés Nacional del Poble, segons la Unió Interparlamentària.
Els líders del partit com Zhao Ziyang (赵紫阳) s'oposen vigorosament a la participació de les dones en el procés polític.

## Les agressions contra les dones

### La seguretat de les dones
La Xina és generalment considerada un lloc segur per a les dones, amb algunes de les taxes de delinqüència més baixes del món. No obstant això, sistemàticament hi ha poca informació pública sobre la delinqüència i les dones continuen enfrontant-se a la discriminació en els espais públics i privats.

### L'embenat de peus

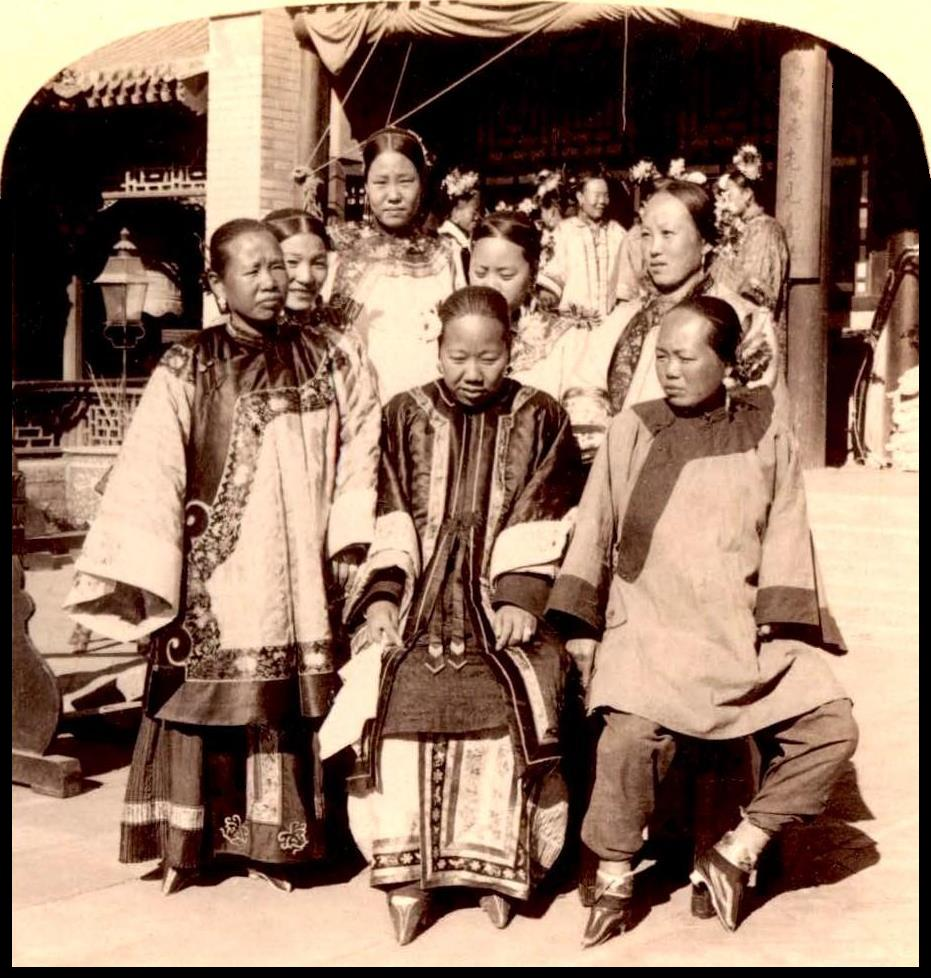
Dones amb els peus embenats, 1900

En 1912, després de la caiguda de la dinastia Qing i el final del poder imperial, el govern republicà va declarar il·legal l'embenat de peus, i les actituds populars cap aquesta pràctica van començar a canviar a la dècada del 1920. El 1949 es va prohibir la pràctica de l'embenat de peus.
Segons Dorothy Y. Ko, els peus embenats es poden veure com una nota al peu de «tot el que estava malament amb la Xina tradicional: l'opressió de les dones, la insularitat, el despotisme i el menyspreu dels drets humans». No obstant això, també es poden veure com un empoderament femení dins d'una societat tradicional patriarcal.

### El tràfic humà de dones
Les dones joves i les nenes són segrestades de les seves cases i venudes a les bandes que trafiquen amb dones, sovint desplaçant-les a grans distàncies.
Els homes que compren les dones sovint no les permeten sortir de la casa i les prenen la seva documentació. Moltes dones es queden embarassades i tenen fills, i s'han d'encarregar de mantenir els seus fills.
A la dècada del 1950, Mao Zedong, el primer president del Comitè Central del Partit Comunista de la Xina, va llançar una campanya per erradicar la prostitució a tota la Xina. La campanya va fer que l'acte de tràfic de dones fos severament castigat per la llei. Un component important va ser el programa de rehabilitació de les prostitutes i les dones víctimes del tràfic humà, que les va proporcionar «tractaments mèdics i psicològics, formació laboral i reintegració familiar».
Des de la reforma econòmica el 1979, han reviscut el tràfic sexual i altres vicis socials.

### La prostitució
Poc després de prendre el poder el 1949, el Partit Comunista de la Xina va iniciar una sèrie de campanyes que suposadament van erradicar la prostitució de la Xina a principis de la dècada del 1960.
Des que va disminuir el control governamental sobre la societat a principis de la dècada del 1980, la prostitució a la Xina no només s'ha tornat a ser més visible, sinó que fins i tot es pot trobar entre les zones urbanes i rurals. Malgrat els esforços governamentals, la prostitució s'ha desenvolupat fins al punt que comprèn una indústria que implica un gran nombre de persones i produeix uns beneficis econòmics significatius. La prostitució també s'ha associat a una sèrie de problemes, incloent-hi el crim organitzat, la corrupció del govern i les malalties de transmissió sexual.
A causa de la història de la Xina d'afavorir el naixement de nens en lloc de nenes, hi ha un nombre desproporcionament més gran d'homes que de dones en edat de casar-se que son incapaços de trobar dones disponibles, de manera que alguns recurreixen a les prostitutes.

## Xineses destacades

### Activistes
- Ai Xiaoming
- Cao Shunli
- Chai Jing
- Christy Hui
- Constance Goh
- Deng Yuzhi
- Li Qiaochu
- Li Tingting
- Liao Xiaoyi
- Liu Xinjuan
- Ou Xiaobai
- Portia Li
- Wei Tingting
- Wu Ping
- Xin Ying
- Ye Haiyan

### Actrius
- Ai Liya
- Alice Chan
- An Yuexi
- Ariel Aisin-Gioro
- Bai Baihe
- Bai Jing
- Bai Ling
- Bai Yang
- Cai Wenjing
- Cao Cuifen
- Cao Qiwei
- Cao Xiwen
- Che Yongli
- Chen Duling
- Chen Haoyu
- Chen Yanyan
- Chen Yunshang
- Chen Yuqi
- Chen Zihan
- Cheng Xiao
- Chong Danni
- Chrissie Chau
- Cong Shan
- Fala Chen
- Fan Xuepeng
- Hu Die
- Huang Wanqiu
- Jin Di
- Jiang Wenli
- Joan Chen
- Li Lihua
- Li Lili
- Li Xiuming
- Lu Xiaoya
- Maggie Chen
- Mariane Chan
- Michelle Bai
- Pan Hong
- Pauline Chan Bo-Lin
- Qin Hailu
- Qin Yi (Actriu)
- Sally Chen
- Shangguan Yunzhu
- Shu Xiuwen
- Tian Hua
- Tang Ruoxing
- Tina Chen
- Wang Danfeng
- Wang Hanlun
- Wang Renmei
- Wang Xiaotang
- Xie Caizhen
- Xie Fang
- Xu Jinglei
- Yang Likun
- Yang Naimei
- Yu Lan
- Yumiko Cheng
- Zhang Ruifang
- Zhang Zhiyun
- Zhu Xijuan

### Ballarines
- Bai Shuxiang
- Dai Ailian
- Du Juan
- Flora Cheong-Leen
- Liu Luyang
- Ning Wanqi
- Qi Jia
- Song Linshu
- Wang Jiayue
- Wang Shiyue
- Xi Hongyan
- Yu Xiaoyang
- Zhang Weina
- Zhang Yiyi

### Biòlogues
- Chen Saijuan
- Fang Fang Kullander
- Lily Jan
- Ling Meng
- Liu Tonghua
- Louise Chow
- Nancy Ip
- Shi Zhengli
- Tang Chongti
- Victoria Lieu
- Virginia Man-Yee Lee
- Wang Enduo
- Xiaofeng Cao
- Xiaoqi Feng
- Xinnian Dong
- Xuemei Chen
- Yiliang Ding
- Yinling Hu
- Yizhi Jane Tao

### Cantants
- Dilber Yunus
- Feifei Yang
- Jamyang Kyi
- Li Lingyu
- Liu Sanjie
- Liu Sola
- Liu Yifei
- Lou Jing
- Mao Amin
- Meng Ge
- Meng Nan
- Min Xiao-Fen
- Na Ying
- Peng Liyuan
- Qian Lin
- Shan Xin
- Song Zuying
- Tang Anqi
- Yang Erche Namu
- Yang Qingning
- Yao Lee
- Yico Zeng
- Yoshiko Yamaguchi
- Yu Shuxin
- Zhang Liyin
- Zhang Yuge
- Zhang Zining
- Zhao Jiamin

### Cineastes
- Ai Xiaoming
- Bai Xue (directora)
- Cao Jinling
- Cui Yi
- Chen Jianying
- Chen Li (director)
- Dai Wei
- Dong Kena
- Fan Xuepeng
- Han Shuai
- He Wenchao
- Hu Mei
- Huang Ji (director)
- Huang Shuqin
- Ji Dan
- Li Dongmei
- Li Jingxiang
- Li Jue
- Li Mengqiao
- Li Yu
- Li Wang
- Li Shaohong
- Liu Jiayin
- Liu Miaomao (director)
- Liu Yulin
- Luo Luo
- Lu Xiaoya
- Ma Liwen
- Ning Ying
- Niu Xiaoyu
- Peng Xiaolian
- Pu Shunqing
- Shen Di
- Song Fang
- Qiao Sixue
- Quan Ling
- Vivian Qu
- Wang Haowei
- Wang Ping (directora de cinema)
- Wu Guoying
- Xie Caizhen
- Xu Jinglei
- Xue Xiaolu
- Yan Bili
- Yang Lina
- Yang Mingming
- Yang Yishu
- Yin Ruoxin
- Zhang Nuanxin
- Zhang Zheng
- Zhao Ruobing
- Zheng Lu Xinyuan
- Zhu Shengze

### Cortesanes
- Chen Yuanyuan
- Chunyu Yan
- Dong Xiaowan
- Gu Hengbo
- Hongfu
- Li Shishi
- Li Xiangjun
- Sai Jinhua
- Su Xiaoxiao
- Xue Susu
- Xue Tao
- Yu Xuanji

### Economistes
- Feng Shunhua
- He Qinglian
- Jiang Xiaojuan
- Keyu Jin
- Lanrui Feng
- Xiaohong Chen
- Xin Meng
- Ye Tan
- Zou Jiayi

### Enginyeres
- Haitao Zheng
- Hui Wu
- Jian Xu
- Jing Sun
- Li Xianyu
- Li Yiyi
- Lin Cai
- Lin Lanying
- Lin Wenyi
- Lu Shijia
- Nie Li
- Pu Jiexiu
- Sun Yafang
- Tong Sun
- Wu Qidi
- Xiaoqing Ding

- Yilu Liu
- Zhenan Bao

### Escriptores
- Anchee Min
- Annie Baobei
- Bai Wei
- Ban Zhao
- Bao Jingjing
- Bi Shumin
- Bing Xin
- Chan Koonchung
- Chen Hengzhe
- Chen Lijiao
- Chen Ran
- Chen Si'an
- Chen Xiefen
- Chen Xuezhao
- Can Xue
- Chen Yuan-tsung
- Chen Ruoxi
- Chen Ying (escriptora)
- Cheng Naishan
- Chi Li
- Chi Zijian
- Dai Houying
- Ding Ling
- Dong Mingzhu
- Fan Xiaoqing
- Fan Yusu
- Fang Fang
- Feng Yuanjun
- Ge Shuiping
- Geling Yan
- Han Lanying
- Hang Ying
- Hao Jingfang
- He Qinglian
- Hon Lai Chu
- Huo Da
- Jiang Biwei
- Jiang Yun
- Ji-li Jiang
- Juliet Bredon
- Li Ang
- Li Jingrui
- Li Juan
- Li Qingzhao
- Li Yinhe
- Liang Hong
- Liao Yanping
- Lilian Lee
- Lin Huiyin
- Lin Zongsu
- Ling Li
- Ling Shuhua
- Liu Sola
- Lynn Pan
- Lü Bicheng
- Lu Min
- Lu Yin (escriptora)
- Luo Luo
- Luo Shu
- Ma Jinyu
- Mei Chin
- Mian Mian
- Minfong Ho
- Ouyang Tzu
- Portia Li
- Qiao Ye
- Qiu Jin
- Quan Ling
- Ren Xiaowen
- Ru Zhijuan
- Shan Shili
- Shen Dacheng
- Shen Qing
- Shen Rong
- Sheng Keyi
- Shi Pingmei
- Su Weizhen
- Su Qing
- Su Xuelin
- Sucheng Chan
- Sun Pin
- Tang Fei
- Tie Ning
- Wang Anyi
- Wang Duanshu
- Wang Menghan
- Wang Xiaoni
- Wang Xufeng
- Wu Ang
- Xi Xi
- Xia Jia
- Xiao Hong
- Xie Bingying
- Xie Daoyun
- Xu Kun
- Xu Xiaobin
- Xu Yigua
- Yang Gang
- Yan Ge
- Yang Jiang
- Yang Mo
- Ye Guangqin
- Ye Mi
- Yin Lichuan
- Yu Xiaohui
- Yu Xiuhua
- Yun Zhu
- Zhang Jie (escriptora)
- Zhang Kangkang
- Zhang Ling (Escriptora)
- Zhang Xinxin
- Zhang Yihe
- Zhang Yueran
- Zheng Xiaoqiong
- Zhou Jianing
- Zhou Wei Hui
- Zong Pu

### Esportistes
- Cao Hui
- Chen Ling
- Cheng Ming
- Cui Yuanyuan
- Fang Yanqiao
- Fang Yuting
- Feng Junyang
- Fu Hongzhi
- Fu Yuanhui
- Gao Chang
- Guo Huaying
- Guo Junjun
- Li Shijia
- Li Ya
- Li Yang
- Li Yifang
- Ling Jie
- Liu Jinru
- Wang Shanshan
- Wang Xianbo
- Wu Shugen
- Xian Dongmei
- Xiao Sha
- Xie Yufen
- Xu Lili
- Zhao Baofang
- Zhao Haijuan
- Zhao Jingnan
- Zhao Lina
- Zhao Na
- Zhao Xisha
- Zhao Yating
- Zheng Lulu
- Zhong Tianshi
- Zhou Suying
- Zhou Xiaojing
- Zuo Xiaoqing

### Físiques
- Chien-Shiung Wu
- Donna Sheng
- He Zehui
- Li Aizhen
- Li Fanghua
- Li Minhua
- Lin Lanying
- Lu Shijia
- Wang Ming-chen
- Wang Yening
- Wang Zhizhen

### Guerreres
- Chen Shuozhen
- Ching Shih
- Du Fengyang
- Gao Guiying
- Han Zhijun
- He Zizhen
- Hong Xuanjiao
- Hu Jiumei
- Hua Mulan
- Kang Keqing
- Kong Sizhen
- Kwon Ki-ok
- Li Xiu
- Minnie Vautrin
- Qi Xin
- Qin Liangyu
- Qiu Ersao
- Qiu Jin
- Wa Shi
- Wang Cong'er
- Wang Nangxian
- Xiao Yanyan
- Xie Bingying
- Xie Daoyun
- Xun Guan
- Yang Miaozhen
- Yang Paifeng
- Yoshiko Kawashima
- Zhang Qinqiu
- Zhao Yiman

### Matemàtiques
- Bin Yu
- Catherine Yan
- Grace Yang
- Hu Hesheng
- Maggie Cheng
- Rongwei Fu
- Sijue Wu
- Tan Lei
- Tianxi Cai
- Wang Xiaoyun
- Weiqing Gu
- Wenxian Shen
- Xiaoying Han
- Xiaoyu Luo
- Xihong Lin

### Models
- Cica Zhou
- Daisy Waite
- Emi Suzuki
- Fei Fei Sun
- Hillarie Parungao
- Li Ai
- Li Zhenying
- Lü Jie
- Luo Zilin
- Mandy Lieu
- Min Tai
- Ming Xi
- Mo Wandan
- Qin Shupei
- Qu Ying
- Rosie Zhu Xin
- Sheena Liam
- Shen Mengchen
- Sonny Zhou
- Tang Jiali
- Wang Ou
- Wei Son
- Zhang Liyin
- Zhang Xiaoyu
- Zhang Xinyu
- Zhang Xiyuan
- Zhang Zilin
- Zhang Zixuan
- Zhang Ziyi

### Pianistes
- Cheng Wai
- Christiana Lin
- Di Xiao
- Gu Shengying
- Gulimina Mahamuti
- Guo Shan
- Jia Ruhan
- Shiran Wang
- Silu Wang
- Sunny Li
- Wanting Qu
- Wu Yili
- Xie Jingxian
- Yuja Wang

### Pintores
- Au Hoi Lam
- Guan Daogao
- Guan Daosheng
- Guan Zilan
- He Xiangning
- Liang Baibo
- Liang Xueqing
- Lin Xue
- Ma Quan
- Ma Shouzhen
- Nie Ou
- Qiu Ti
- Qiu Zhu
- Sun Duoci
- Wen Shu
- Xin Fengxia
- Xue Susu
- Yu Feng
- Yuan Xiaoyuan
- Yuhua Shouzhi Wang
- Yun Bing

### Polítiques
- Cai Chang
- Chang Ping-chiang
- Chang Wei-chen
- Chao Mao-hua
- Chen Jianchen
- Chen Jiujing
- Chen Mingxian
- Chen Muhua
- Chen Shuny
- Chen Yunying
- Chen Zhili
- Deng Yingchao
- Fang Xin
- Fu Ying
- He Xiangning
- Hsing Shu-yen
- Hu Manqi
- Hu Zejun
- Hua Chunying
- Huang Jiewen
- Kang Keqing
- Li Bin
- Liu Wang Liming
- Shen Yiqin
- Shen Yueyue
- Tang Qunying
- Rosanna Wong
- Soong Mei-ling
- Sun Chunlan
- Wei Pei-lan
- Wu Aiying
- Wu Chi-mei
- Wu Guixian
- Wu Jingbin
- Wu Lin
- Wu Qidi
- Wu Yajun
- Wu Yunfang
- Xia Jingru
- Xian Hui
- Xiang Jingyu
- Xiang Runkun
- Xie Xuehong
- Xin Chunying
- Xu Guangping
- Yan Junqi
- Yan Zhichan
- Yang Pao-lin
- Yeh Yeh-chin

### Químiques
- Cheng Zhiqing
- Daisy Yen Wu
- Gao Xiaoxia
- Louise Chow
- Mian Chin
- Nanshu Lu
- Qian Xiuling
- Shen Tianhui
- Suning Wang
- Tu Youyou
- Wang Enduo
- Yizhi Jane Tao
- Zhenan Bao